# Pierre Richard
Pour les articles homonymes, voir Fays, Richard et Pierre Richard (homonymie).
Pierre Richard, de son vrai nom Pierre-Richard Defays, est un acteur, réalisateur, scénariste et producteur français, né le 16 août 1934 à Valenciennes (Nord).
Devenu une vedette comique du cinéma français au début des années 1970, il connaît ses plus grands succès en interprétant des personnages burlesques, rêveurs et gaffeurs, dès ses premières apparitions sur grand écran, après plusieurs années au cabaret et à la télévision. Soutenu par Yves Robert, il se révèle en écrivant et réalisant ses propres films dont Le Distrait (1970), Les Malheurs d'Alfred (1972) ou encore Je sais rien, mais je dirai tout (1973). Derrière la fantaisie, son cinéma transcrit l'esprit contestataire de l'après-mai 68 en tournant en dérision les fondements de la société moderne.
Yves Robert lui confère une notoriété internationale à travers Le Grand Blond avec une chaussure noire (1973). Il tourne ensuite pour d'autres grands noms de la comédie, comme Gérard Oury, Georges Lautner et Claude Zidi. Déjà scénariste de précédents films avec Pierre Richard, Francis Veber fait ses premiers pas de réalisateur en le dirigeant dans Le Jouet (1976) puis l'associe à Gérard Depardieu dans La Chèvre (1981), Les Compères (1983) et Les Fugitifs (1986). Le comédien porte ainsi à plusieurs reprises les noms de « François Pignon » ou « François Perrin » dans les films dont Francis Veber est scénariste ou réalisateur.
Pierre Richard jouit d'une grande popularité dans toute l'Europe, ainsi que dans l'ancienne Union soviétique et en Amérique du Sud, à l'instar de Gérard Depardieu, Jean-Paul Belmondo ou Alain Delon. Reconnu en tant que figure majeure du cinéma comique français, il reçoit un César d'honneur en 2006 et un Magritte d'honneur en 2015. Au théâtre, le Molière du seul en scène lui est décerné lors des Molières 2020.

## Biographie

### Jeunesse et formations

#### Une enfance bourgeoise

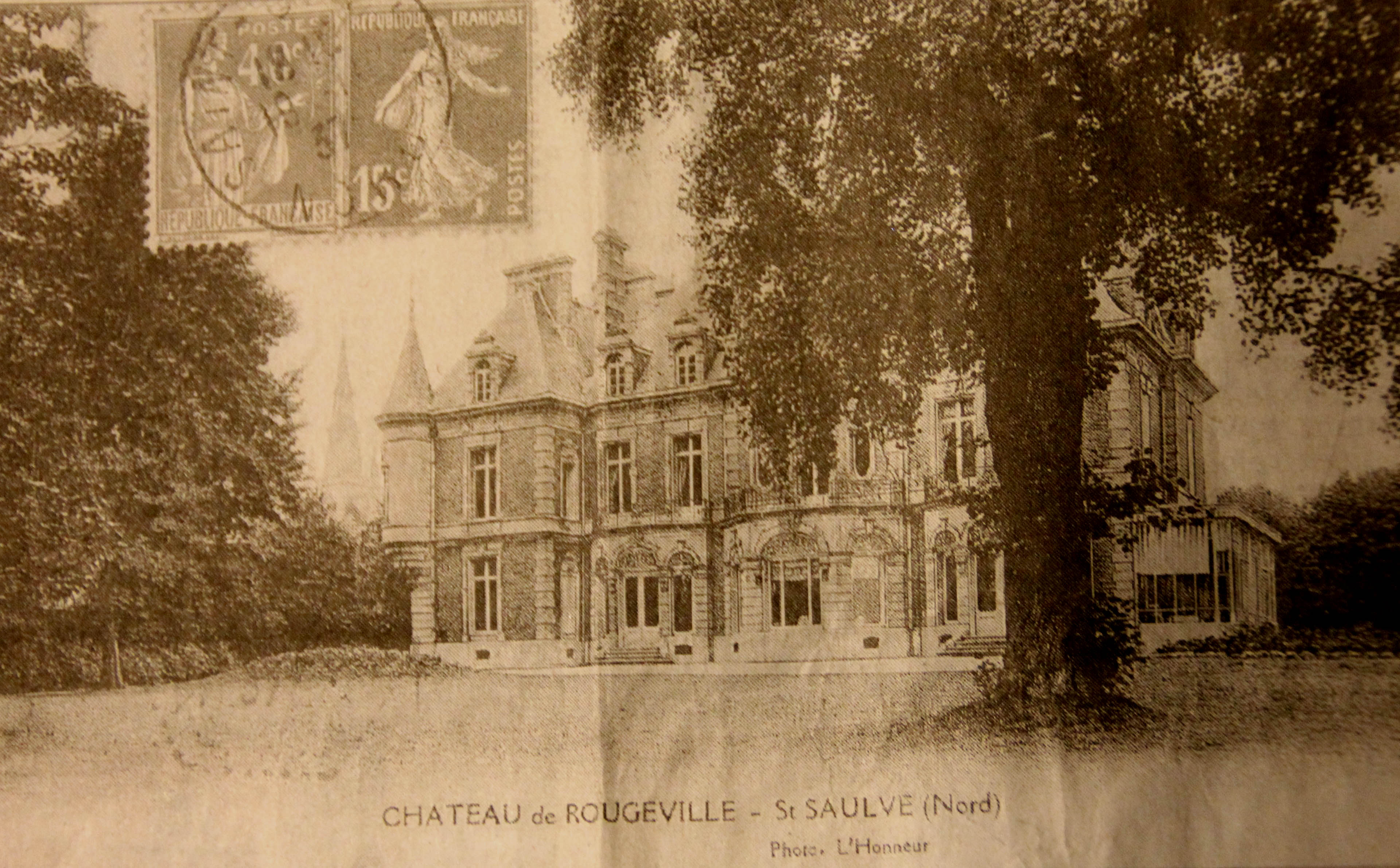
Le château de Rougeville, propriété de la famille Defays, à Saint-Saulve, près de Valenciennes.

Pierre-Richard Maurice Charles Léopold Defays naît dans une famille de la grande bourgeoisie de Valenciennes ; il est le fils de Maurice Defays, industriel qui a dilapidé la fortune familiale, et de Madeleine Paulasini. Il est également le petit-fils de Léopold Defays, polytechnicien, directeur de l'usine sidérurgique Escaut-et-Meuse. Son prénom composé lui vient de Pierre Richard-Willm, qui était l'acteur préféré de sa mère.
Son père étant parti avant sa naissance, il grandit auprès de sa mère et de ses deux grands-pères. Il souffre toute sa vie du « mal de père », comme il le confie dans Le Petit Blond dans un grand parc, un récit autobiographique écrit en 1989 à l'intention de ses deux fils. Il a sept ans lorsque pour la première fois, par hasard, il rencontre son père à Paris, sur l'hippodrome de Longchamp, et il lui arrive par la suite de le revoir dans le château familial, mais son père ne s'intéresse pas à lui. Il se console à travers une autre image paternelle, son grand-père maternel, Argimiro Paolassini. Immigré italien, provenant d'un petit village proche d'Ancône, Argimiro s'installe à Valenciennes vers l'âge de vingt ans. Porteur de rails, il finit par monter son entreprise. Pierre Richard a une immense admiration pour ce grand-père immigré, car comme lui il était plus proche de Geronimo que de Henry Ford et avait su préserver ses racines paysannes. Il lui faisait penser à Raimu : c'est peut-être pour cela, selon lui, qu'il est devenu son acteur préféré. Argimiro est mort en 1946, la même année que Raimu. Il confie encore : « Il avait dit à ma mère en parlant de moi, de tous mes petits-enfants, celui-ci réussira. Ma mère me l'a répété, ça m'est resté et, jusqu'à mes quarante ans, cette prédiction m'a donné confiance en mon destin, et la certitude que je réussirais un jour ou l'autre ». Par contre, le grand-père paternel Léopold Defays lui a tracé un destin plus sérieux en l'envoyant en pension dans l'objectif d'intégrer Sciences Po ou Saint-Cyr.

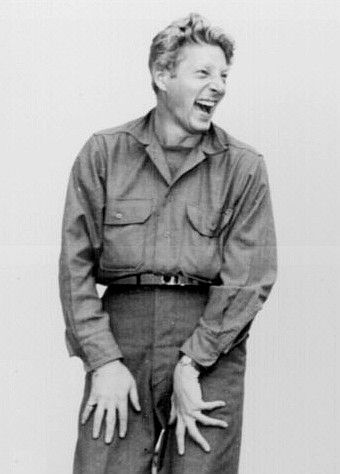
L'acteur américain Danny Kaye donne l'envie d'être acteur au jeune Pierre.

Il passe son enfance et une partie de son adolescence dans le château familial de la Rougeville à Saint-Saulve, près de Valenciennes où il est élève au lycée Henri-Wallon, puis pensionnaire de l’institution Notre-Dame. Le rire est pour lui un moyen de se faire une place : « pour m'en sortir, n'étant ni fort intellectuellement ni fort physiquement, je n'avais d'autre solution que d'être drôle pour devenir le chouchou du costaud. J'ai été le fou du roi pour survivre ». En 1944, il est élève de 6e au lycée Rollin à Paris. Il entame après le baccalauréat des études de philosophie. Manquant régulièrement les cours pour aller au cinéma, il a 18 ans lorsque Danny Kaye, qui lui ressemble physiquement, lui révèle sa vocation dans Un fou s'en va-t-en guerre.

#### Études, débuts d'acteur et révélation comique
En 1953, Pierre Richard rejoint sa mère à Paris, où il prend des cours d'art dramatique à l'école Charles Dullin. Il tient à ne pas demander de soutien financier à sa famille mais sa grand-mère, insistante, le laisse disposer en secret d'un appartement dans le 16e arrondissement et lui envoie des colis de vivres. En 1958, une particularité physique, son hyperlaxité, le fait remarquer dans la série comique La Belle Équipe. Le générique le crédite « Pierre Richard Defays ». Après les remontrances de sa famille, il prend le pseudonyme de « Pierre Richard ». Son père réapparaît pour lui déclarer ne lui trouver aucun talent, un retour qui le blesse profondément.

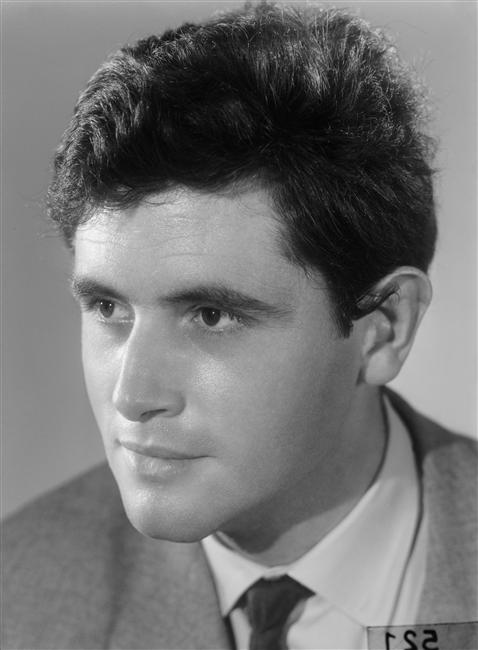
Au cours des années 1960, Pierre Richard compose un duo avec Victor Lanoux sur scène.

Pour satisfaire l'entourage familial et calmer les angoisses de sa grand-mère, il doit apprendre un « vrai métier » et mène à bien des études de kinésithérapie, sans pour autant renoncer au monde du spectacle,. Il doit en effet subvenir aux besoins de sa nouvelle petite famille, à partir de son mariage et de la naissance de son premier enfant en 1960. En 1961, parallèlement à ses études de kinésithérapie, il débute au théâtre avec Antoine Bourseiller tout en se produisant dans des cabarets parisiens où il joue ses premiers sketches écrits avec Victor Lanoux. De cette collaboration il déclare en 2016 : « Un jour, ma belle-sœur, qui était une amie de Victor, me dit : Tu devrais le rencontrer, il est si différent de toi. On s'est vus chez Lipp, on a écrit des textes et on a été pris à la Galerie 55, le temple du cabaret de l'époque. En même temps que nous passaient Jean Yanne, Jacques Dufilho, Guy Bedos... On enchaînait deux-trois cabarets par soir, sinon on ne gagnait pas assez : on jouait un quart d'heure à la Galerie puis on filait à l'Écluse, puis à Bobino ». Pendant cinq ans, les deux amis écrivent des sketches — leur plus fameux étant celui des gifles infligées à Pierre Richard — qu'ils interprètent dans la plupart des cabarets de la rive gauche, et souvent en première partie des concerts de Georges Brassens,. Contrastant avec le burlesque alors à la mode chez les autres amuseurs parisiens, leur numéro, selon Pierre Richard, « d'un esprit plus anglo-saxon que français, reposait sur le comique de situation. (…) L'absurdité du dialogue naissait de cette situation. Un genre d'humour qui, malheureusement, était peu transposable sur disque, ce qui a été un gros handicap dans notre carrière ! ». Leurs rapports se dégradent jusqu'au point où ils ne se parlent plus en dehors de leurs passages sur scène. Le duo s'arrête lorsque Lanoux est appelé au Théâtre national populaire, un engagement incompatible avec la tournée des cabarets. La fin de leur duo, et l'incertitude qu'elle apporte à sa carrière, perturbe un temps Pierre Richard, dont la famille vient de s'agrandir d'un deuxième enfant. Au cours de la décennie, il apparaît également dans des émissions de variétés réalisées par Jean-Christophe Averty, Pierre Koralnik et Jacques Rozier,.

### Un succès immédiat au cinéma

#### Percée au cinéma

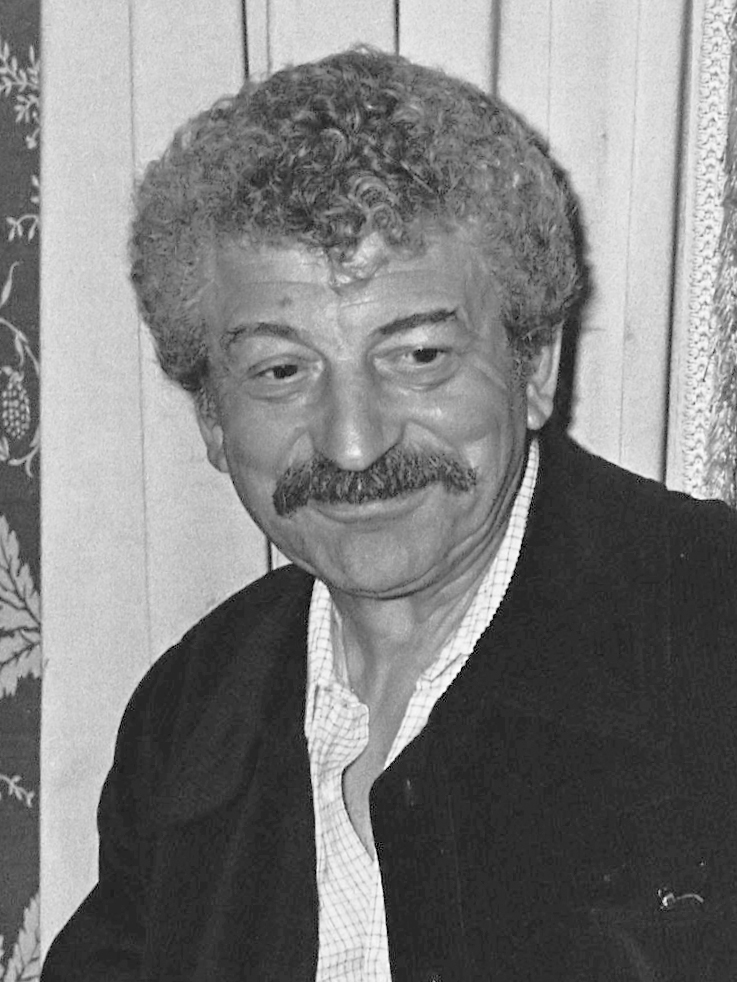
Pierre Richard considère Yves Robert, artisan de son succès, comme son « père de cinéma ».

Après avoir interprété ensemble la pièce En pleine mer en 1966, le comédien et réalisateur Yves Robert, appréciant son jeu différent, écrit pour Pierre Richard un petit rôle dans Alexandre le Bienheureux (1968),. C'est son premier véritable rôle au cinéma, après de rares figurations. Il profite de ce rôle secondaire pour déployer tout son comique physique le temps d'un numéro burlesque à peine esquissé au scénario. Yves Robert est impressionné par cette démonstration et lui suggère : « Arrête de jouer dans le cinéma des autres. Tu n'as aucune place dans le cinéma français. Tu n'es pas un comédien, tu es un personnage. Tu n'es pas un jeune premier comme Alain Delon, tu n'es pas une rondeur comme Bernard Blier, tu n’es rien de tout ça. C’est ton atout. Tu as une place particulière, qui n’est pas encore écrite. C'est à toi de l'écrire et de faire ta place. Tout t’est permis. Invente-toi. Fais ton cinéma »,,.
S'il est d'abord déçu de se voir considérer en tant que personnage et non acteur, Pierre Richard reconnaît l'énorme influence des propos du réalisateur sur sa carrière, ainsi que son aide ultérieure. Le comédien trouve dans Les Caractères de La Bruyère le personnage qui lui correspond : il est depuis l'enfance maladivement distrait et maladroit, comme Ménalque,,. Cela débouche sur l'écriture du scénario, en collaboration avec André Ruellan, de son premier film, Le Distrait (1970),. Déterminé à révéler son talent, Yves Robert produit le film avec sa maison de production La Guéville et pousse Pierre Richard à mettre en scène lui-même son scénario,. Robert lui adjoint les conseillers techniques Marco Pico et Pierre Cosson et le guide dans toutes les étapes du film,. Ce premier film réunit un million et demi d'entrées,. Pierre Richard devient une valeur montante dès son premier rôle principal (excepté l'oublié La Coqueluche en 1969) et sa deuxième apparition importante au cinéma. Il confirme ce succès avec deux autres réalisations, Les Malheurs d'Alfred (1972) puis Je sais rien, mais je dirai tout (1973).
Sur une idée du scénariste Francis Veber, Yves Robert lui confie le rôle principal de sa comédie d'espionnage, Le Grand Blond avec une chaussure noire (1972), dans lequel il est la victime innocente des manigances de Jean Rochefort et Bernard Blier,,. Sous l'œil d'un autre réalisateur, l'acteur est employé différemment : « Quand je me mets moi-même en scène, j'utilise aussi bien mes défauts que mes qualités. Mais je me suis aperçu que tout ce que j'avais mis dans le personnage du Grand Blond, et que j'aimais bien, parce que c'était moi, Yves Robert l'avait impitoyablement gommé au montage. Il a coupé tout ce qui n'était plus François Perrin mais Pierre Richard. D'abord je me suis senti frustré. Et puis, à la réflexion, je crois qu'il a eu raison : c'est son film, pas mon numéro ». Peu avant la sortie en salles, les séances destinées à la presse, désastreuses, le font douter de la qualité du film, à tel point qu'il pense sa célébrité déjà terminée. Il estimait dès Le Distrait qu'il ne bénéficierait que d'un court moment de coup de projecteur. Finalement, Le Grand Blond avec une chaussure noire est une réussite commerciale avec 3,5 millions d'entrées,. Il acquiert le surnom durable du « Grand blond ». Le film remporte un Ours d'argent spécial à la Berlinale. L'exploitation à l'étranger le fait connaître à l'international. Son expérience la plus gratifiante est la rencontre, à la sortie d'une projection du film à New York, avec la fille de Danny Kaye : elle lui déclare voir son père dans sa prestation. Le succès américain du film annonce de possibles incursions à Hollywood mais les projets envisagés avec ferveur par Jerry Lewis ou Gene Wilder ne voient jamais le jour,.
Cette consécration l'assoit désormais comme l'une des plus grandes vedettes du cinéma français de l'époque,. En cette première moitié des années 1970, il peut être considéré comme l'acteur comique le plus présent et populaire, alors que Louis de Funès tourne plus rarement ces années-là. Ce succès lui permet de renouer pleinement avec sa famille, à l'exception de son père, dépensier et ruiné, dont il perçoit qu’il ne s'intéresse à lui que pour son argent. Preuve de sa notoriété nouvelle, il est accompagné par Lino Ventura pour une brève apparition dans La Raison du plus fou (1973), au sein de la riche distribution réunie par Raymond Devos et François Reichenbach.

#### Triomphe populaire

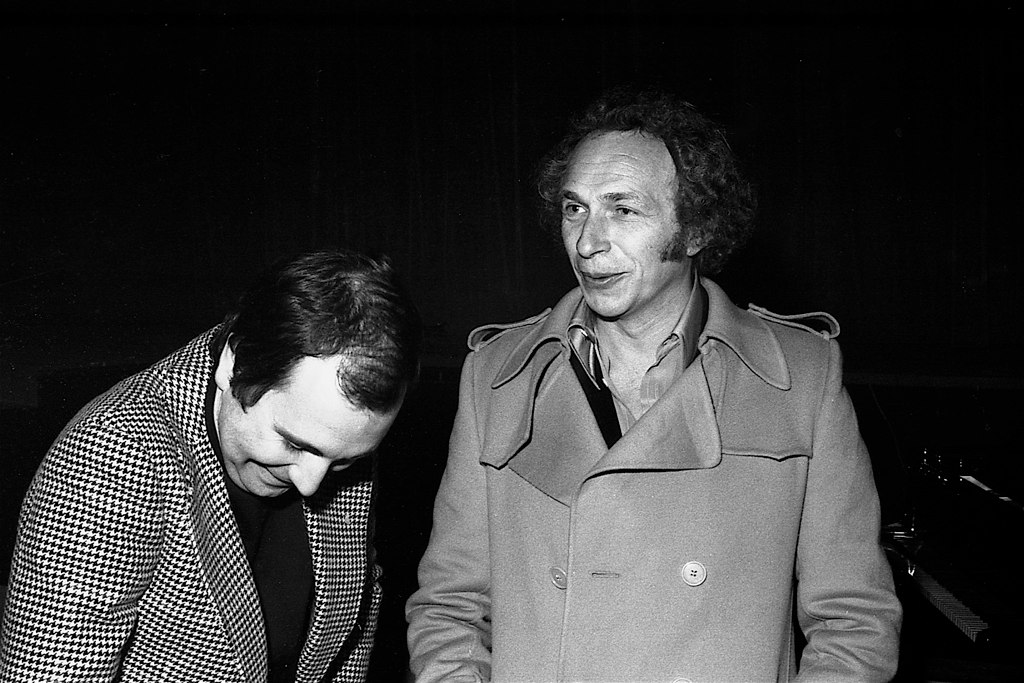
Pierre Richard en 1975, lors d'un concert de Léo Ferré au Palais des congrès de Paris.

Le Grand Blond avec une chaussure noire démontre à la profession que le personnage de Pierre Richard peut être utilisé avec brio par un autre réalisateur que lui-même. Dès lors, d'autres réalisateurs s'intéressent à lui pour bâtir des comédies sur son nom et son personnage, d'autant plus que son aura commerciale s'est décuplée. L'acteur se plaît dans ces engagements moins lourds que la conception d'un film du début à la fin ; il peut ainsi mieux se concentrer sur son rôle. Néanmoins, la verve contestataire de ses premiers films s'étiole chez ces autres auteurs,.
En plein succès, Pierre Richard tente déjà des rôles ou des films différents. Juliette et Juliette (1974), comédie féministe menée par Annie Girardot et Marlène Jobert, le montre en boxeur raté,. Il retrouve ensuite avec plaisir Philippe Noiret dans Un nuage entre les dents (1974), premier film réalisé par Marco Pico, un ami de longue date,. Dans cette comédie plus noire, il apparaît sous un autre jour : « Après Le Grand blond, Le Distrait, Les Malheurs d'Alfred, les grands yeux bleus, l'air angélique, ça m'amusait de jouer dans un film dans lequel j'étais mal rasé, je picolais et je gueulais ». L'atypique Jacques Rozier le met en scène dans Les Naufragés de l'île de la Tortue (1976) : après s'être battu pour que le film existe, l'acteur est agréablement déconcerté par les méthodes de tournage libres et instinctives de ce réalisateur qui travaille toujours sans véritable scénario,,,. Ces trois films passent toutefois inaperçus,.

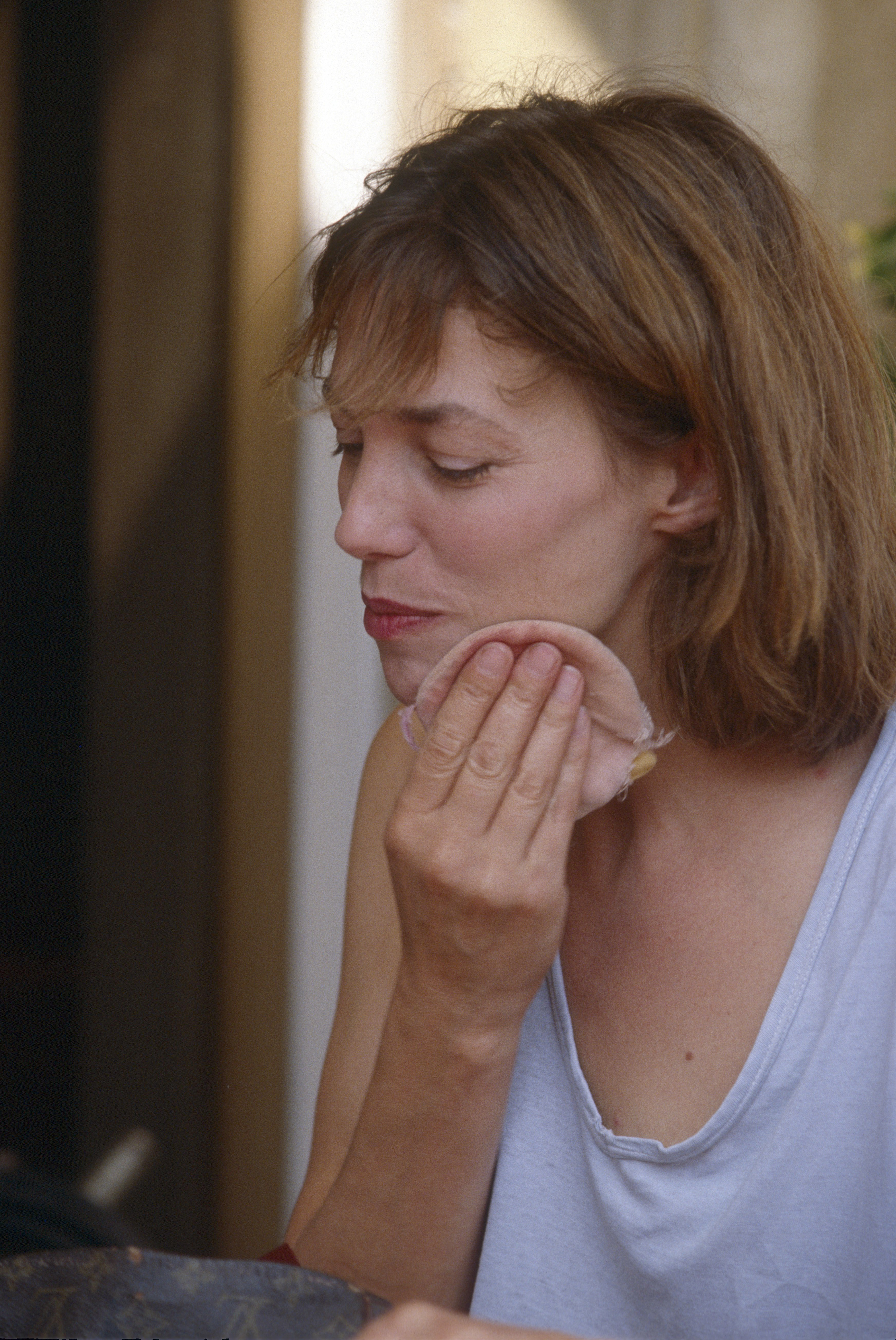
Pierre Richard partage avec Jane Birkin l'affiche de deux films de Claude Zidi, La moutarde me monte au nez et La Course à l'échalote.

Pierre Richard est engagé par les artisans du succès au grand écran des Charlots, le réalisateur Claude Zidi et Christian Fechner, déjà producteur de Je sais rien, mais je dirai tout. Le comédien découvre en Zidi « le même gout pour le gag, celui aussi des situations farfelues, propres au burlesque ». Avec eux, il tourne La moutarde me monte au nez (1974), l'associant à Jane Birkin, une superproduction comique à l'origine destinée à Jean-Paul Belmondo et Brigitte Bardot. La collaboration se poursuit avec La Course à l'échalote (1975), reprenant le duo Richard-Birkin dans une autre histoire,. Fechner et Zidi prévoient ensuite une rencontre au sommet avec Louis de Funès, tel un passage de générations entre comiques,. Ce projet de L'Aile ou la Cuisse prend du retard lorsque Louis de Funès connaît des ennuis de santé, puis Pierre Richard refuse finalement le rôle, déçu par la version finale du scénario,,.
À côté, Yves Robert, après l'échec de son film Salut l'artiste, donne une suite à leur dernier triomphe, Le Retour du Grand Blond (1974),,. Prolifique faiseur de comédies, Georges Lautner confronte Pierre Richard à Miou-Miou dans On aura tout vu (1976), écrit par Francis Veber ; le thème du cinéma porno détonne par rapport à son registre « familial » habituel. Ces films de Zidi, Robert et Lautner obtiennent de grands succès, entre deux et quatre millions d'entrées chacun,.
Francis Veber lui écrit Le Jouet (1976), comédie à l'argument glaçant : l'humiliation d'un employé contraint d'être la propriété du fils de son patron,. Pierre Richard enjoint Veber à réaliser le film, puisqu'il est souvent critique envers les cinéastes qui mettent en scène ses scénarios,. Le Jouet est le premier film auquel participe sa société de production Fideline Films, fondée en 1974. Sur le tournage, il est déstabilisé par la direction très pointilleuse de Veber, obligeant à multiplier les prises. Le réalisateur modère son jeu, limite ses improvisations et réfrène ses fulgurances gestuelles. De comique, Pierre Richard s'approche ainsi davantage du comédien et parfait son jeu,. Prévu comme l'attraction de Noël 1976, Le Jouet déçoit la critique et le public, et ne comble pas les attentes des producteurs, malgré un résultat honorable d'un million et demi d'entrées,,. L'acteur vit mal ce qu'il considère comme un échec, d'autant plus pour un film faisant écho à sa propre enfance, et craint de ne pas pouvoir se départir de son emploi comique habituel aux yeux du public,.
Après une période à tourner uniquement chez les autres, qu'il considère comme « des vacances », l'acteur revient à la réalisation. Il met en scène, sur un scénario coécrit avec Jean-Jacques Annaud et Alain Godard, Je suis timide mais je me soigne (1978), dont il partage l'affiche avec Aldo Maccione, vedette comique depuis Mais où est donc passée la septième compagnie ? (1973).
Le réalisateur Gérard Oury fait appel à Pierre Richard pour La Carapate (1978), comédie sur fond de mai 68, signant son retour au cinéma cinq ans après Les Aventures de Rabbi Jacob (1973). Le film doit d'abord l'adjoindre de Patrick Dewaere mais celui-ci est déçu par le scénario,. Oury distribue alors le rôle à Victor Lanoux, sans savoir qu'ils formaient un duo dans les années 1960. Le film remporte un grand succès, toutefois moindre que ceux qu'avait connu Oury avec Louis de Funès. Pierre Richard réalise ensuite C'est pas moi, c'est lui (1980), jouant à nouveau avec Aldo Maccione. Malgré le succès, il ne va plus réaliser de film avant longtemps : « Mettre en scène ne m'amusait plus. Mon cinquième film [C'est pas moi, c'est lui] n'était pas meilleur que le quatrième [Je suis timide… mais je me soigne] lequel n'était guère mieux que le troisième [Je sais rien, mais je dirai tout]. Je me suis dit : tu te complais dans la superficialité. Si tu dois faire un nouveau film pour l'ajouter sur ta filmo, c'est pas la peine ! » Gérard Oury le dirige une seconde fois dans Le Coup du parapluie (1980), où il retrouve Valérie Mairesse.

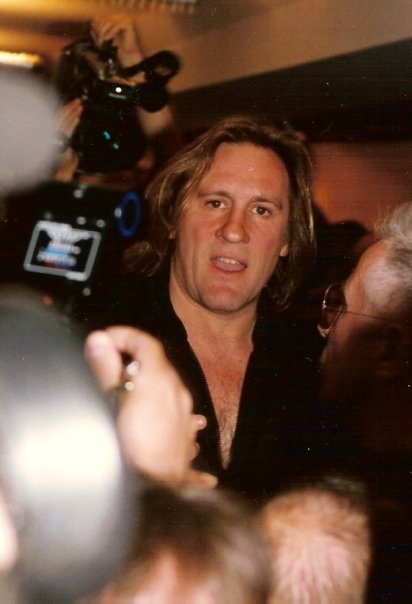
Francis Veber associe Pierre Richard et Gérard Depardieu dans La Chèvre, Les Compères et Les Fugitifs.

Francis Veber lui confie un rôle de malchanceux naïf dans La Chèvre (1981), d'abord prévu pour Jacques Villeret,. Le partenaire envisagé, Lino Ventura, refuse de tourner avec lui, après avoir déjà écarté Villeret,. Pierre Richard pense à Gérard Depardieu, alors plutôt orienté dans le cinéma d'auteur, plébiscité par les critiques et encore rare dans des comédies,. À cause de l'insuccès du Jouet, Veber a attendu quatre ans avant de retourner à la réalisation. La Chèvre est un triomphe à sa sortie, avec sept millions d'entrées. Avec les bénéfices en tant que coproducteur, Pierre Richard finance des films d'auteurs comme La vie est un roman (1983) d'Alain Resnais et Le Plein de super (1976) d'Alain Cavalier, dans lesquels il ne joue pas,,,. Il avait été sollicité par Yves Robert, producteur de ces films, qui n'arrivait pas à en boucler le budget. Il déclare en janvier 1983 : « La moindre des honnêtetés quand on gagne l'argent que je gagne, c'est de ne pas le réinvestir dans des laveries ou des restaurants, mais dans le cinéma… Et puis, c'est vrai aussi que ça me fait vachement plaisir de savoir qu'un film a pu finalement se faire grâce à moi… C'est peut-être égoïste, mais c’est un plaisir que je m’offre. »
Il enchaîne avec Un chien dans un jeu de quilles (1983) de Bernard Guillou, dont il a déjà produit la première réalisation ; séduit par le sujet, il permet au projet d'exister par ses fonds propres et sa notoriété et joue à nouveau avec Jean Carmet,. Le film ne dépasse pas le million d'entrées, une déroute sévère au regard des chiffres totalisés la même année par Les Compères, nouvelle réunion avec Veber et Depardieu, attirant près de cinq millions de spectateurs,,. Avant le prochain Veber, il retrouve Yves Robert avec Le Jumeau (1984), dont il est la seule tête d'affiche, pour un résultat commercial plus modeste,,.

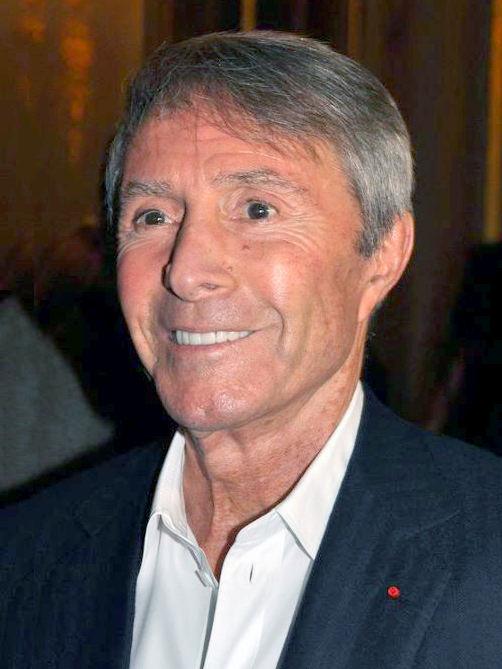
La fin de la collaboration avec Francis Veber (ici en 2012) porte un coup à la carrière de Pierre Richard.

Francis Veber confronte une troisième fois Pierre Richard et Gérard Depardieu dans Les Fugitifs (1986), à l'ambiance plus sombre,,. Son personnage de dépressif lui permet d'ajouter quelques touches dramatiques à son jeu. Tout au long de leur partenariat, Veber lui offre ainsi d'explorer ses qualités de comédien. Pierre Richard juge : « Mon parcours d'acteur de comédie, c'était d'en arriver là : à l'émotion qui permet de faire rire et pleurer. » Le film est encore un succès commercial, de près de quatre millions et demi d'entrées,,.
Toutefois, le départ de Veber pour les États-Unis, en quête d'une carrière à Hollywood, empêche une quatrième réunion avec Depardieu,. Pierre Richard est désemparé par la fin de cette collaboration, qui lui offrait ses meilleurs films,,. Durant la même période, ses autres films n'intéressaient pas autant le public. Veber craint même d'avoir eu un impact négatif sur sa carrière : « Je me suis demandé si notre association ne lui avait pas fait plus de mal que de bien. […] il s'est arrêté d'écrire et de mettre en scène en travaillant avec moi, et je me souviens qu'il avait dit dans la presse : "Ma chance et ma malchance, c'est d'avoir rencontré un auteur". »

#### Ouverture dramatique et échecs

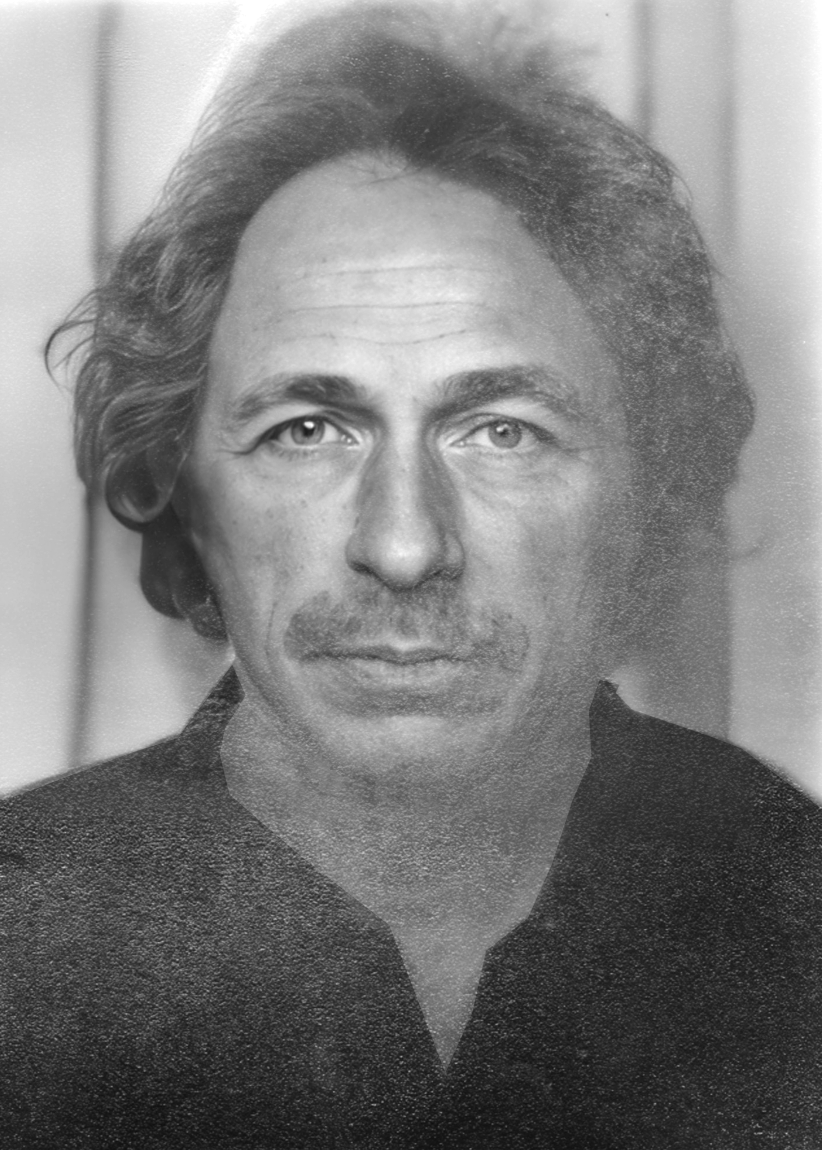
Pierre Richard en 1987. Photo d'identité (Sacem).

Pierre Richard réalise Parlez-moi du Che (1987), un documentaire pour la télévision sur Che Guevara, personnage qu'il dit avoir admiré comme beaucoup de jeunes de l'époque et à qui il souhaitait rendre hommage,,. Son ami le journaliste Jean Cormier, après avoir rencontré le père du révolutionnaire, proposa à l'acteur de tourner un film à l'occasion des vingt ans de sa mort. À Cuba et en Amérique du Sud, ils interrogent des membres de sa famille, des proches, et des Cubains, récoltant des heures de témoignages,. Fidel Castro l'invite à le rencontrer après avoir vu le film. Jeune, l'acteur était aussi fasciné par Salvatore Giuliano et toute la période anarchiste, admirant des figures comme Eugène Dieudonné et Marius Jacob. Il envisagea un temps de monter un film sur Dieudonné, dont il confierait la réalisation à Marco Pico.
Le producteur Claude Berri réunit dans le vaudeville À gauche en sortant de l'ascenseur (1988) les éléments d'un succès annoncé : une pièce populaire de Gérard Lauzier, un trio en pleine gloire — Pierre Richard, Richard Bohringer et Emmanuelle Béart — et une réalisation d'Édouard Molinaro, déjà derrière des adaptations réussies de théâtre. Jugé démodé, trop proche du théâtre filmé, le film n'intéresse que 600 000 spectateurs, deux ans après Les Fugitifs. Renouer avec le succès comique sans Veber s'avère difficile pour l'acteur : « C'était une période formidable : on était très liés, on travaillait, on produisait ensemble. Le jour où Veber est parti aux U.S.A., je me suis senti perdu… Je ne trouvais plus de bonnes comédies à tourner » dit-il à Télérama en 1991. Il raconte aussi a posteriori : « Mettre en scène ne m'amusait plus, je ne voulais pas également tourner des comédies superficielles ». Il se consacre à la remise en état du vignoble attaché à son château, acquis en 1986.
Depuis un certain temps déjà, Pierre Richard désire aborder un rôle dramatique, un contre-emploi,,. Cependant, aucun cinéaste ne songe à lui confier un tel rôle. Claude Sautet l'apprécie mais ne le voit pas jouer la banalité du quotidien,. Seul Claude Lelouch avait pensé lui écrire un méchant : « Je voudrais que tu joues un salaud, une ordure. D'autant plus dangereux que tu serais comme tu es et que tout le monde te trouverait sympa », sans suite. Des projets avec Claude Miller et Bertrand Blier ne se sont pas concrétisés. Le monde du cinéma ne l'imagine pas ailleurs que dans ses pures comédies. Pourtant, Coluche, tête d'affiche de grosses comédies, a pu révéler ses talents dramatiques dans Tchao Pantin (1983),.

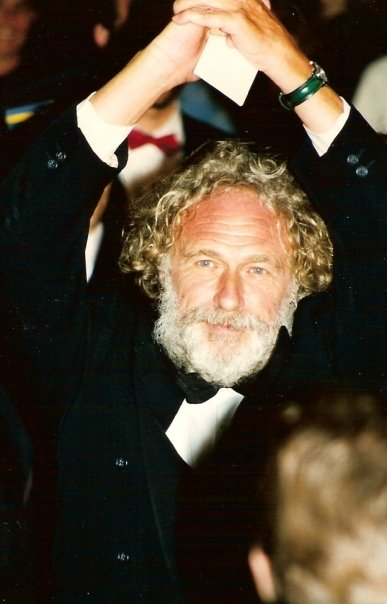
Pierre Richard au festival de Cannes 1990.

L'acteur trouve un personnage différent dans le rôle-titre de Mangeclous (1988), superproduction d'auteur de Moshé Mizrahi,. Cette coûteuse adaptation d'un roman d'Albert Cohen par le réalisateur de l'acclamé La Vie devant soi (1977) est un événement médiatique,. Si le film demeure une comédie, le rôle de Mangeclous efface la naïveté de ses personnages habituels : il est ici un baratineur orgueilleux, rusé et avide d'argent,,,. Il apparaît barbu et les cheveux courts et teints en brun. Les riches dialogues d'Albert Cohen lui permettent de s'exprimer davantage par le verbe que par le geste,. Alourdi par son extrême fidélité au texte, Mangeclous est un cuisant échec, ne réunissant que 180 000 entrées. Pierre Richard réitère une composition atypique dans Bienvenue à bord (1990) en auto-stoppeur mystérieux, inquiétant, bavard et manipulateur face à Martin Lamotte ; là encore, le film est ignoré par le public,,. Autre expression de sa sensibilité, le comédien écrit Le Petit blond dans un grand parc, longue lettre adressée à ses enfants racontant sa propre jeunesse. Il n'avait jusqu'alors jamais abordé ce sujet avec eux, en particulier ses rapports houleux avec son père.
Pierre Richard revient à la réalisation avec la comédie On peut toujours rêver (1991), dans lequel il partage l'affiche avec l'humoriste Smaïn,. Il se donne un contre-emploi — « un rêveur qui aurait vieilli, un clown qui aurait perdu son maquillage » — dans le rôle de « L'Empereur », magnat de l'industrie et de la finance ayant perdu goût à la vie,,. Après avoir joué dans les années 1970 des « têtes en l'air » souvent confrontées à des patrons, il campe l'un d'entre eux, grisonnant, sérieux, froid et pathétique,. Le film n'obtient qu'un modeste résultat de 625 000 entrées. Tandis que la comédie noire Vieille canaille (1992) le montre plus sobre que d'habitude aux côtés de Michel Serrault, La Cavale des fous (1993) de Marco Pico, écrit par Pierre Richard, est une pure comédie burlesque, bien qu'il joue le psychiatre plutôt qu'un malade ; ces deux films sont boudés par le public,,,. Par ailleurs, il est blessé que Francis Veber n'ait pas pensé à lui pour le rôle principal de la pièce Le Dîner de cons (attribué à Jacques Villeret), marquant le retour de l'auteur en France. Changeant de registre, il tourne dans deux drames historiques passés inaperçus : La Partie d'échecs (1994), avec Catherine Deneuve, et un rôle secondaire dans L'Amour conjugal (1995),,,,. Il revient aussi sur scène dans deux pièces de Georges Feydeau avec Muriel Robin.

« On me propose aujourd'hui des choses qu'on ne me proposait pas il y a dix ans. (…) Je commence à avoir des rides, physiques ou morales, qui intéressent certains metteurs en scène. (…) Il a fallu beaucoup de temps pour s’apercevoir que je pouvais être autre chose qu’un ludion qui se situe entre ciel et terre. Ces films ne sont pas toujours des succès commerciaux d’ailleurs, mais le problème n’est pas là : j’avais envie de faire autre chose. »

— Pierre Richard, 1995.

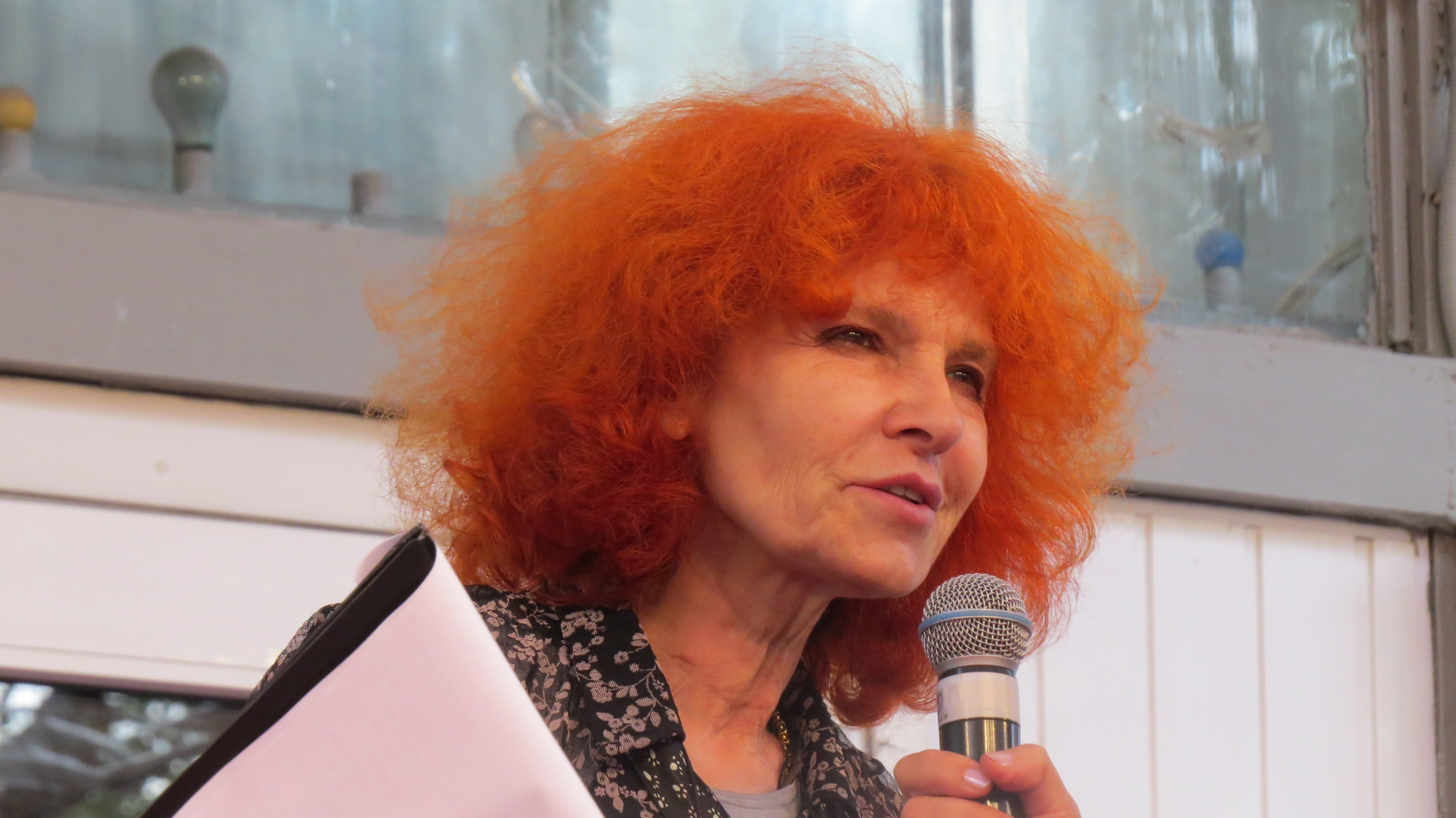
La réalisatrice géorgienne Nana Djordjadze confie un rôle comico-dramatique à Pierre Richard dans Les Mille et Une Recettes du cuisinier amoureux, remarqué à l'international.

Nana Djordjadze, cinéaste géorgienne, lui offre le rôle principal d'un chef-cuisinier français dans Les Mille et Une Recettes du cuisinier amoureux (1997), drame historique teinté de comédie romantique, se déroulant dans la toute jeune Géorgie à l'époque de l'invasion soviétique,,. L'acteur est attiré « par sa folie poétique, son côté « tzigane » et ses débordements d'imagination ». Le rôle lui fait alterner moments comiques enjoués et scènes plus noires. Le film ne suscite pas la curiosité de son public, désireux de le voir renouer avec la franche comédie. Néanmoins, présenté au festival de Cannes, le film obtient de bonnes critiques. L'acteur reçoit le prix d'interprétation masculin au festival de Karlovy Vary et l'œuvre est nommée à l'Oscar du meilleur film en langue étrangère.
Il retourne à la réalisation avec Droit dans le mur (1997) dans lequel il incarne un acteur de cinéma comique has been, transparente transposition de sa vision de l'état de sa carrière à ce moment,,. Il tourne le film dans une ambiance tendue, divergeant avec le producteur sur le ton voulu, lui souhaitant s'orienter vers le drame tandis que Jean-Louis Livi l'attend dans son registre ordinaire. Avec seulement 18 000 entrées, c'est un échec critique et commercial total,. Cet insuccès l'empêche de pouvoir à nouveau réaliser un film, ce dont il n'a de toute façon plus envie,.
Ses tentatives dramatiques ne retrouvent pas le succès que lui avaient valu ses anciens films, ni le soutien critique,,. Ses nouvelles comédies n'attirent pas non plus les spectateurs,. Éclipsé par de nouvelles générations de comiques, Pierre Richard semble définitivement ne plus avoir les faveurs du public,,. Son agent Dominique Besnehard regrette de ne pas lui avoir fait réussir pleinement son virage dramatique, comme Michel Serrault avait pu le faire.

### Un monument du cinéma comique français

#### Mémoires, reconnaissance et retours

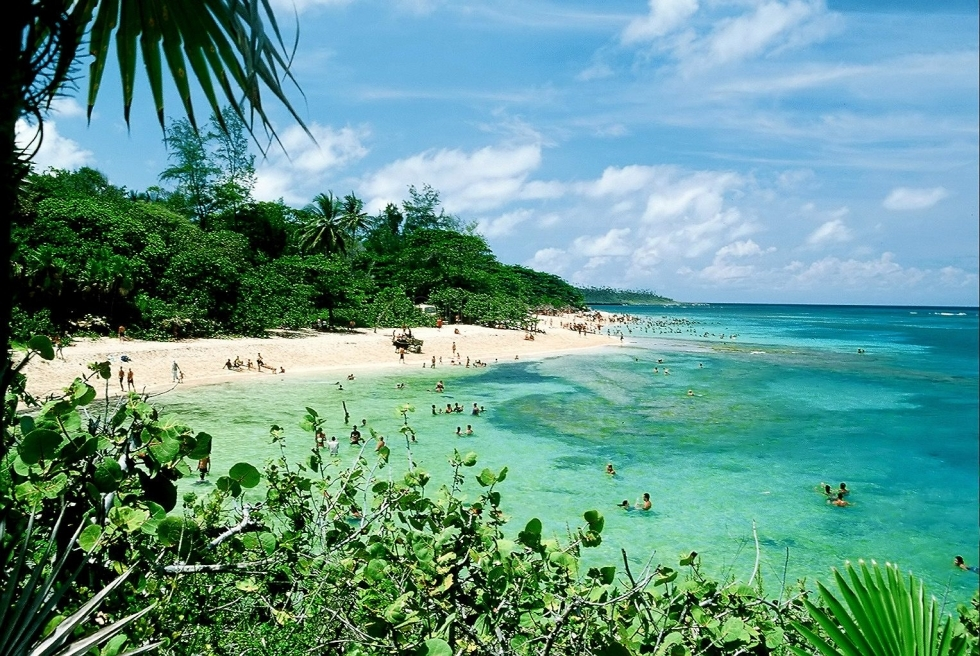
Pierre Richard tourne le téléfilm Robinson Crusoé sur les plages sauvages de Baracoa, à Cuba.

Après ces échecs, Pierre Richard pense arrêter sa carrière au cinéma. De fait, il ne tourne pas pendant quelques années et se consacre davantage au théâtre. Dans le sillage des créations de Josée Dayan, le tournant des années 2000 voit l'essor des téléfilms et mini-séries historico-littéraires à grand budget. La télévision lui offre des rôles différents. L'acteur tient le rôle dramatique du vieux Vitalis dans la mini-série Sans famille (2000) de Jean-Daniel Verhaeghe, d'après Hector Malot,. En 2002, il revient à Cuba pour incarner Robinson Crusoé, tirant profit de sa barbe et sa chevelure hirsute, dans le téléfilm Robinson Crusoé de Thierry Chabert, adapté du roman de Daniel Defoe,,. Le tournage a lieu en majeure partie sur les plages de Baracoa, à l'extrémité de l'île cubaine.
L'acteur rencontre de jeunes artistes ou journalistes issus des générations qui étaient enfants à l'apogée de son succès, dont le scénariste Christophe Duthuron,,. L'admiration dont fait preuve cette nouvelle génération le touche et motive son retour,. Ces nouvelles connaissances le poussent à explorer son passé, à travers des livres, des spectacles, des interviews et des conférences,. En 2003, il revient à 70 ans au théâtre dans son seul en scène Détournement de mémoire, où il raconte des souvenirs de carrière,. Il renoue avec le succès public et même critique. Il poursuivra ce principe de spectacle de souvenirs dans Franchise postale puis Pierre Richard III. À l'avènement des DVD, il participe aux bonus établis pour ses films. Des documentaires commencent à être consacrés à sa carrière et son style particulier, le premier étant Pierre Richard, l'art du déséquilibre en 2005,. En parallèle, il réapparaît progressivement au cinéma. En second rôle, il reforme un couple comique avec Jane Birkin dans Mariées mais pas trop (2003). Damien Odoul lui offre un nouveau rôle principal d'ampleur, un vieillard attendant la mort dans son château dans le drame En attendant le déluge (2005). La même année, il est président du jury du festival Très Court. À sa demande, Pierre Palmade lui écrit une pièce pour eux deux, avec Christophe Duthuron : Pierre et Fils, jouée avec succès en 2006 et exhumant le nom du personnage du Distrait,,.

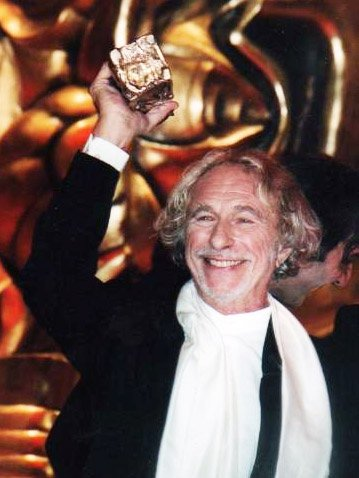
Pierre Richard brandissant son César d'honneur lors de la 31e cérémonie en 2006.

Vingt ans après ses derniers succès, Pierre Richard est reconnu comme un élément important de l'histoire du cinéma comique français,,,. De jeunes critiques réévaluent certains de ses films dans des revues qui lui étaient défavorables à l'époque,. Le 26 février 2006, l'Académie des arts et techniques du cinéma lui décerne le César d'honneur pour l'ensemble de sa carrière. Il pensait d'abord refuser ce prix. Il avait été très choqué par la tardive remise du même prix à Bernard Blier quinze jours avant sa mort. Sur l'insistance de son entourage, il accepte la récompense et vient à la cérémonie en chaussures de sport, comme un pied de nez,. Le prix est remis par le comédien Clovis Cornillac, un de ses partenaires dans Le Cactus (2005). Le parterre lui fait une longue ovation debout,. Dans son discours de remerciements, il rend surtout hommage aux grands comiques américains qui l'ont inspiré. En 2016, la Cinémathèque française lui consacre une rétrospective. Son implication dans la réalisation de ses premiers films, à la manière de ses modèles américains, est mise en avant. En 2014, il devient le parrain d'un site web consacré à la comédie au cinéma. Un Magritte d'honneur lui est décerné en Belgique, en 2015.

#### Éclectisme et seconds rôles de prestige

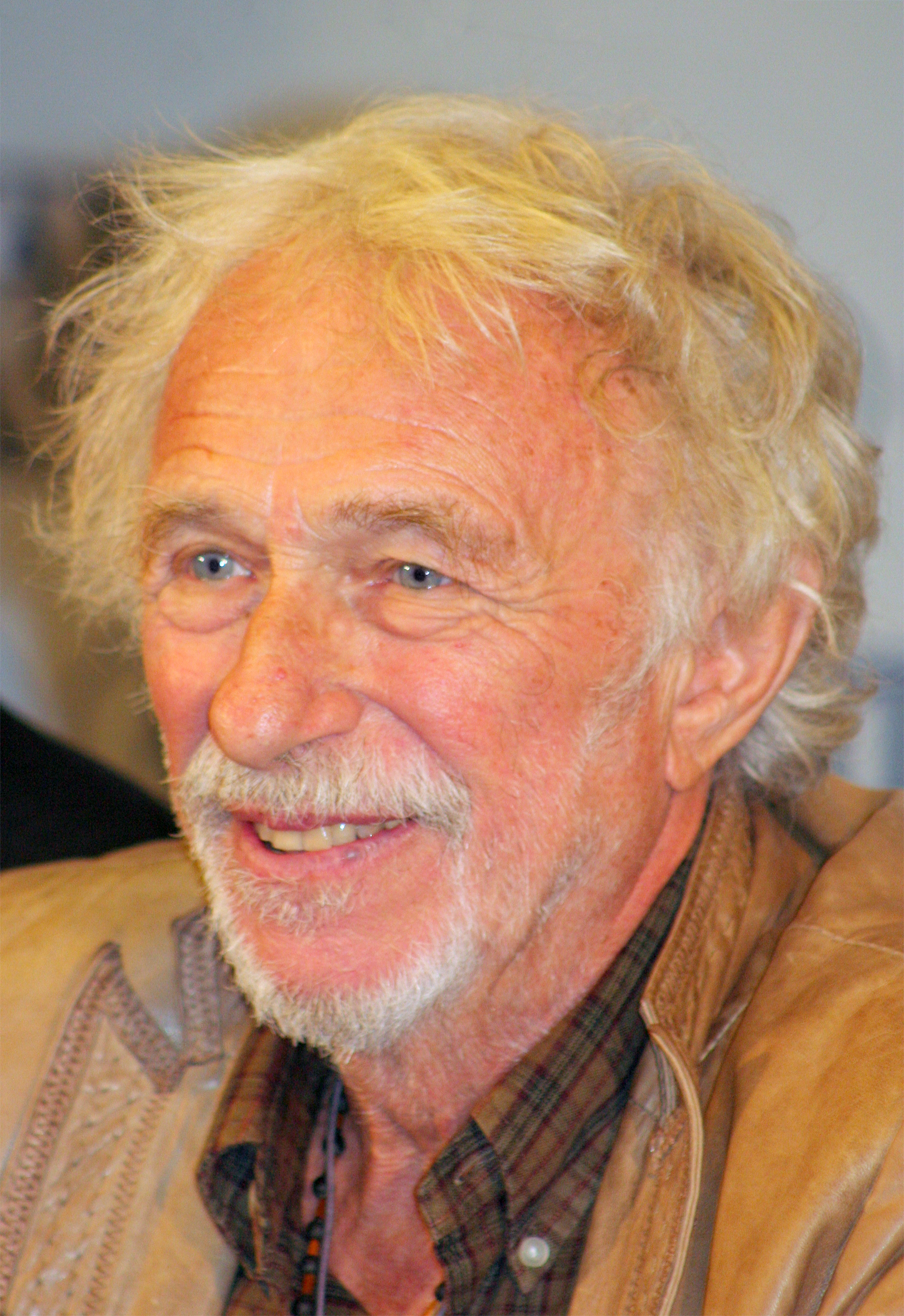
Pierre Richard en conférence de presse à Moscou en 2010.

À partir des années 2000, preuve de cette réhabilitation, Pierre Richard est sollicité par les metteurs en scène de la nouvelle génération. Enthousiaste, il déclare en 2005 : « Je connais un vrai renouvellement d'appétit qui me permet avec bonheur de tenter de nombreuses choses, des comédies mais également des films plus sombres et intimistes comme En attendant le déluge. Ce nouvel appétit est dû en partie au fait qu'à ma grande joie, de manière quotidienne, j'apprend que des jeunes réalisateurs ou des jeunes acteurs m'adorent. De la part de ces personnes, je n'attendais pas un tel attachement. Mais c'est normal en fin de compte, car je me sens plus en phase, à mon âge, avec cette génération plutôt qu'avec la mienne. Même dans la vie, d'ailleurs, tous mes potes ont [la trentaine]. (…) Les jeunes font perdurer ma jeunesse d'esprit. Et cette jeunesse se retrouve dans certains de mes rôles ». Il devient désormais un second rôle de luxe dans des comédies françaises et quelques films dramatiques. Il apparaît fréquemment aux côtés de Clovis Cornillac, que ce soit dans Le Cactus (2005), Le Serpent (2006), Faubourg 36 (2008) et Mes héros (2012), des films aux genres très divers, de la comédie au thriller. Grand admirateur, Pierre-François Martin-Laval lui confie des seconds rôles dans ses réalisations comiques Essaye-moi (2006) et King Guillaume (2009). Après avoir doublé un personnage interprété par Jeff Bridges en version originale dans Les Rois de la glisse (2007), il prête pour la première fois sa voix à des dessins animés français, pour Mia et le Migou (2008) puis Kérity, la maison des contes (2009),.
Signe de sa popularité internationale, il apparaît dans quelques films étrangers. Il retrouve Nana Djordjadze pour L'Été de mes 27 baisers (Otsdashvidi dakarguli kotsna, 2000) et La Patte de lapin (Krolichya lapa, 2019). Il a le premier rôle dans le film québécois Le Bonheur de Pierre (2009), le russe Le Vendeur de jouets (Prodavets igrushek, 2013) de Youri Vassiliev (ru) et le slovéno-italien L'angelo dei muri (2021) de Lorenzo Bianchini (it). Il apparaît dans le drame brésilien Além do homem (2018) de Willy Biondani (pt).
Au tournant des années 2010, tout en continuant d'être un second rôle demandé, il retrouve quelques rôles principaux ou partage l'affiche avec une ou plusieurs célébrités. À 75 ans, il accède à nouveau à un premier rôle comique — un vieil homme encombrant et escroc — dans Victor (2009) de Thomas Gilou mais le film ne trouve pas son public,,. Stéphane Robelin l'intègre dans le film choral Et si on vivait tous ensemble ? (2011), au sein d'une prestigieuse distribution composée de Guy Bedos, Geraldine Chaplin, Claude Rich et Jane Fonda : dans cette comédie dramatique sur la vieillesse, son personnage de pré-Alzheimer rappelle ses anciens personnages d'étourdis. Il tient des troisième rôles dans le drame fantastique Les Âmes de papier (2013) et la comédie dramatique Fui Banquero (2016). En 2013, Gaumont acquiert sa société Fideline Films, afin de restaurer ce catalogue d'une quinzaine de films. En 2014, année de ses 80 ans, il lance sa Web TV. Le court-métrage Agafia de Jean-Pierre Mocky, d'après une nouvelle d'Anton Tchekhov, marque les retrouvailles à l'écran avec Gérard Depardieu, vingt-huit ans après Les Fugitifs (1986),. Il participe au film d'animation 3D français Gus, petit oiseau, grand voyage (2015). le couple Abel et Gordon le replonge dans le pur burlesque visuel le temps d'une scène de Paris pieds nus (2016),.
Stéphane Robelin, réalisateur de Et si on vivait tous ensemble ?, bâtit sur lui Un profil pour deux (2017), sur les réseaux sociaux, là encore passé inaperçu,. Il est un second rôle de luxe en tant que Pépé dans Le Petit Spirou (2017). Dany Boon lui réserve plusieurs scènes de comédie visuelle sur mesure dans La Ch'tite Famille (2018). Sophie Marceau lui écrit un personnage d'arnaqueur à déguisements dans Mme Mills, une voisine si parfaite (2018) ; le film n'a pas le succès escompté malgré le duo de vedettes,,. Entre 2017 et 2019, il interprète au théâtre Petit éloge de la nuit, un texte d'Ingrid Astier avec des œuvres de Baudelaire, Desnos, Kundera, Maupassant, Michaux, Neruda et Poe,. Il en tire un album musical intitulé Nuit à Jour en 2020,. Christophe Duthuron, pour sa première réalisation, le dirige dans Les Vieux Fourneaux, adapté d'une récente bande-dessinée à succès, où il est en compagnie d'Eddy Mitchell et Roland Giraud ; le film réunit près d'un million de spectateurs. Mathilda May lui écrit le spectacle muet et poétique Monsieur X, reprenant son personnage de maladroit rêveur,. Sa prestation lui vaut le Molière du seul en scène en 2020. Après le bon succès du premier film, il revient dans Les Vieux Fourneaux 2 : Bons pour l'asile (2022), entouré d'Eddy Mitchell, Bernard Le Coq et de l'ancien Charlot Jean Sarrus,. Il retrouve Gérard Depardieu dans le film culinaire Umami (2023) de Slony Sow, dans un rôle toutefois secondaire. Il donne sa voix du dieu Zeus dans le film d'animation français Pattie et la Colère de Poséidon (2023). Succèdant à Claude Piéplu, Claude Rich et Jean-Pierre Cassel, il incarne le druide Panoramix dans la superproduction Astérix et Obélix : L'Empire du Milieu de Guillaume Canet, à l'affiche pléthorique. Il côtoie Johnny Depp dans le drame historique Jeanne du Barry de Maïwenn, dans lequel il tient le rôle du maréchal-duc de Richelieu. L'improbable complicité entre la star américaine et le comique français surprend après le tournage et lors du festival de Cannes,,.

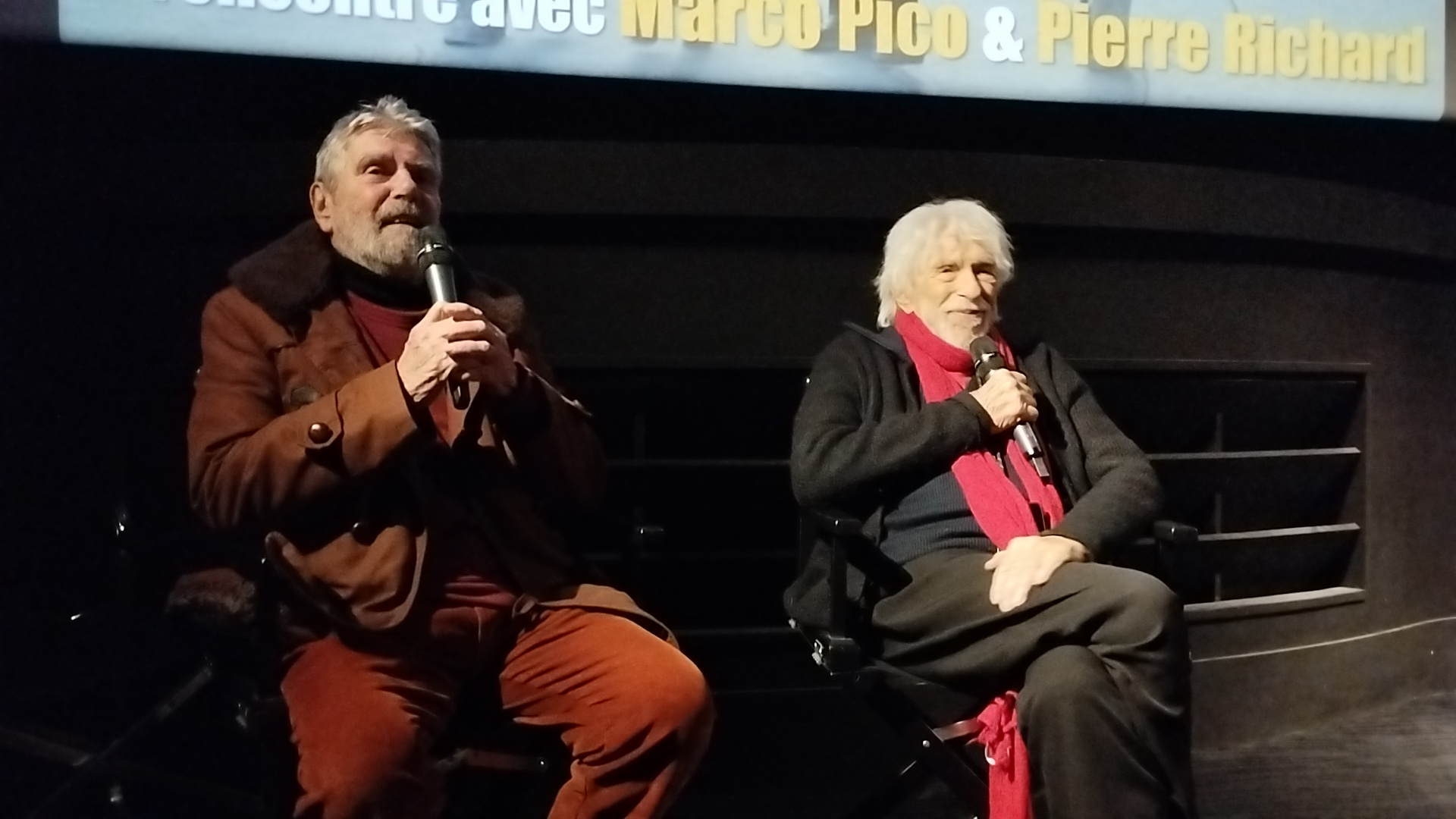
Le réalisateur Marco Pico et Pierre Richard en 2024, présentant une ressortie dUn nuage entre les dents.

En 2024, Pierre Richard, à l'orée de ses 90 ans, prépare un huitième film intitulé L'Homme qui a vu l'ours qui a vu l'homme, près de trente ans après sa dernière réalisation. Il conte l'amitié entre un vieux pêcheur vivant en ermite et un jeune garçon autiste asperger, tous deux amoureux de la nature, recueillant un ours échappé d'un cirque. Le film est tourné de septembre à novembre 2024 à Gruissan et Armissan dans l'Aude, non loin de son château. Aidé par son vieil ami Marco Pico, l'acteur-réalisateur s'attribue le rôle principal et s'entoure d'acteurs du cru et d'« un ours de plus de 500 kg dont [il] ne pouvai[t] pas [s]'approcher à moins de 5 mètres »,. Le festival de Cannes 2025 consacre un hommage à Pierre Richard et projette son nouveau film dans la section « Séances spéciales », en avant-première,,. Le comique reçoit un accueil triomphal de la part des festivaliers.

## Vie privée

### Vie de couple
Le 19 février 1960, Pierre Richard épouse Danielle Minazzoli (née en 1941), danseuse qu'il a rencontrée au cours Dullin, qui deviendra actrice et avec laquelle il tournera à plusieurs reprises.
Fin des années 1980 et début des années 1990, il fut en couple avec l'actrice et maquilleuse Muriel Dubrulle qu'on a pu voir dans Le père Noël est une ordure ou Les Rois du gag.
Depuis 1996, il partage la vie de Ceyla Lacerda, entrepreneuse et ancienne mannequin d'origine brésilienne.

### Descendance
Avec Danielle Minazzoli, il a deux enfants : Christophe (né en 1960), contrebassiste et directeur général de la société Vins Pierre Richard, et Olivier (né en 1965), saxophoniste du duo Blues Trottoir. Ce dernier accompagne par ailleurs son père sur scène dans la pièce Franchise postale.
Il est six fois grand-père, notamment d'Arthur Defays (né en 1992), acteur et mannequin, et de Maë Defays (née en 1996), chanteuse de soul et de jazz.

### Domiciles, activité agricole
Dans les années 1980, Pierre Richard habite dans une maison à Montmartre, à l’angle de l’avenue Junot et de la rue Simon-Dereure,. Après son divorce, il vit pendant une douzaine d'années, notamment sur une péniche, amarrée au quai de la Concorde quand il se trouve à Paris,,. Il a eu pour voisin l'architecte océanographe Jacques Rougerie, avec qui il a partagé des vacances à Cuba, en partant sur l’Aquaspace, un trimaran à coque transparente pour voir la vie sous-marine.

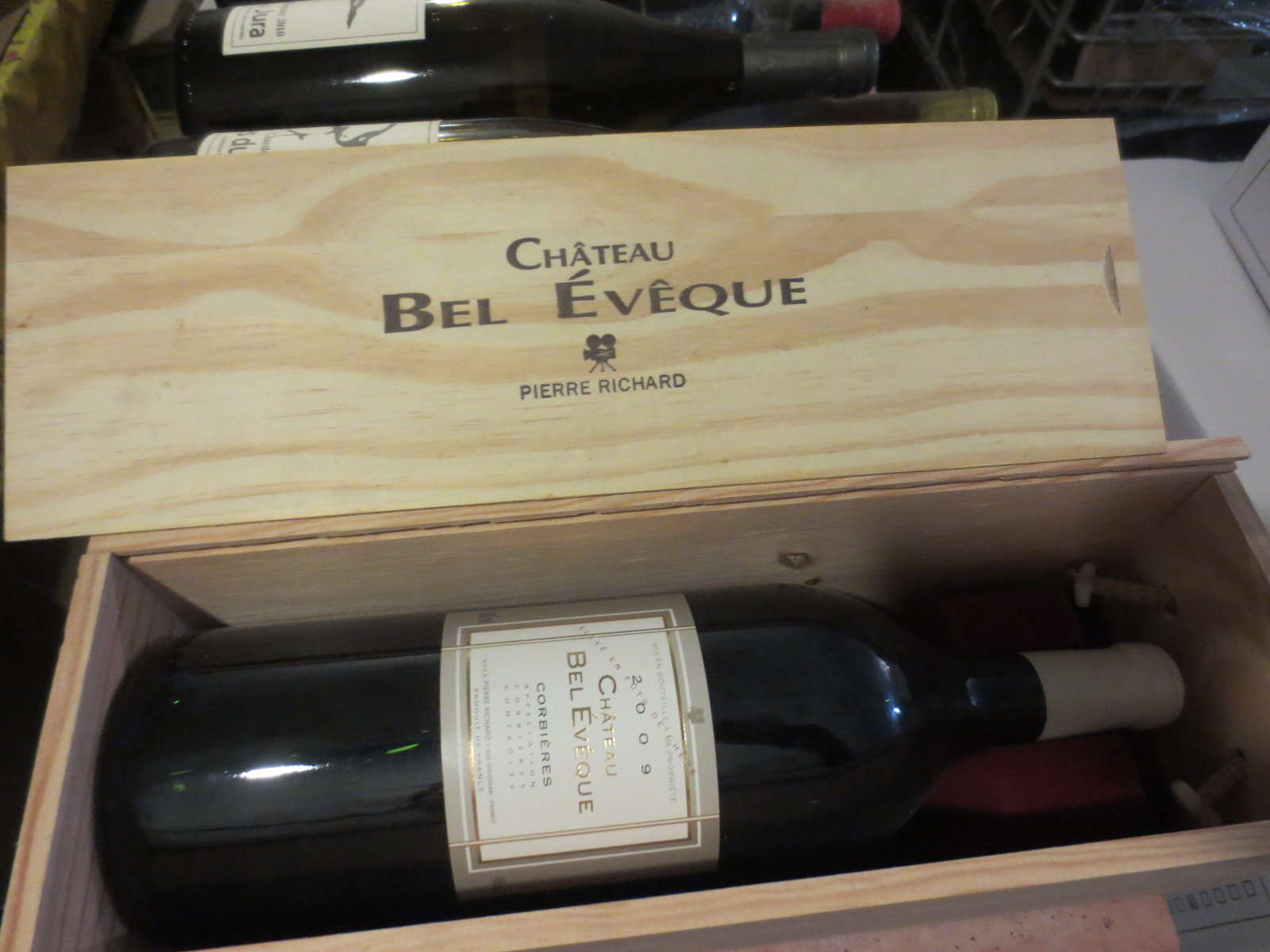
Une bouteille de Château Bel Évêque, le vignoble de Pierre Richard dans l'Aude.

En 1986, il devient le propriétaire du château Bel Évêque, possédant un domaine viticole et situé à Gruissan, dans l'Aude,,. Il a d'abord été séduit par ce château entouré de vignes dans les Corbières, avant de s'intéresser à la production de vin,. Il se lance ensuite dans la restauration du vignoble, aidé du régisseur du domaine et d'un œnologue local,. Son exploitation agricole s'étend sur 50 hectares de vigne et les vignerons employés de son entreprise produisent environ 80 000 bouteilles par an (rouge et rosé), sous la marque commerciale « Château Bel Évêque »,. Une cuvée se nomme « Blondus Ricardus ». Il délègue la gestion du domaine à sa sœur puis la confie à son fils à partir de 2019,. La popularité internationale de l'acteur lui permet d'attirer l'intérêt des visiteurs français et étrangers sur son vignoble,. Il en fait ainsi la promotion dans ses voyages liés au cinéma.

## Analyse

### Personnage, caractère et gestuelle

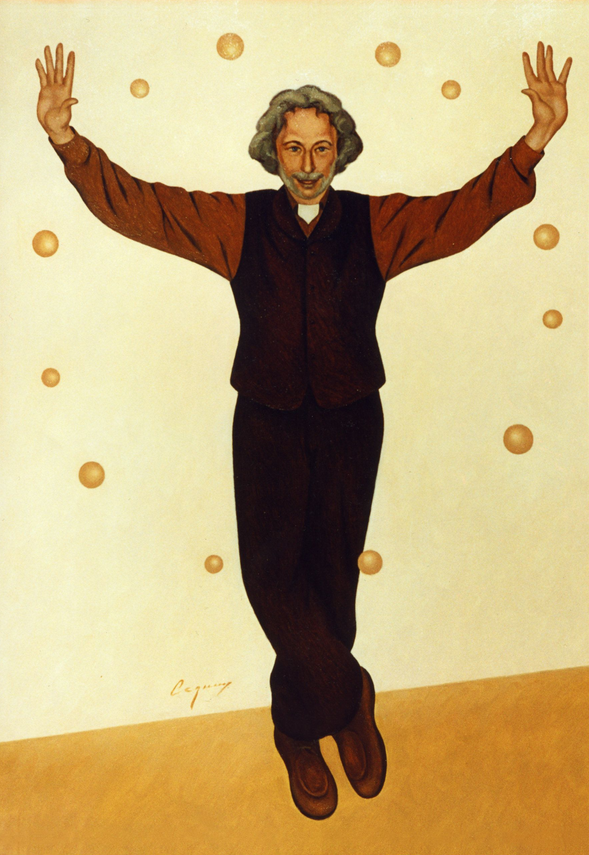
La Magie de Pierre Richard du peintre russe Nicholas Sednin, 2001.

Il obtient ses plus grands succès dans des rôles de personnages maladroits, souvent lunaires. Lui-même voit une constante dans ses films en tant que réalisateur, comme dans ceux qu'il a tournés pour d'autres : « l'inadaptation de [s]on personnage, son décalage au monde dans lequel il évolue ».

#### Le retour du burlesque

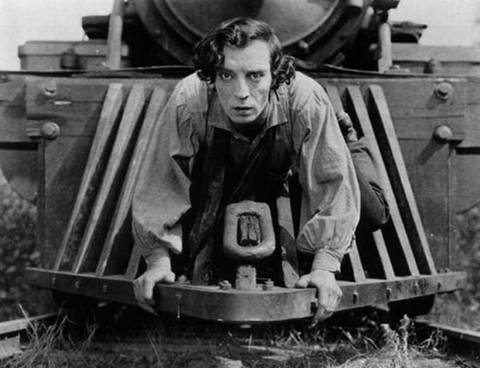
Pierre Richard s'inspire du comique mouvementé, destructeur et poétique de Buster Keaton, ici dans Le Mécano de la « General » (1926).

Selon l'acteur, cette inadaptation constitue « une règle essentielle du burlesque ». Se réclamant de la tradition du slapstick, son cinéma emploie abondamment le gag visuel. Pierre Richard cite l'inspiration de grands burlesques : « tous les comiques que j’admire sont destructeurs, Charlie Chaplin comme Buster Keaton ou Jacques Tati. Ils perturbent le paysage dans lequel ils déboulent, ils cassent, ils renversent, ils abîment, ils bousculent l'ordre établi. L'univers bourgeois, ils le mettent sens dessus dessous. J'essayais, moi, de me servir de ma maladresse pour critiquer le monde moderne ». Jacques Tati lui prédit d'ailleurs : « Vous serez un grand acteur… parce que vous avez les jambes pour ça. Vous savez vous en servir ». Sophie Tatischeff, fille du comique, voit « un passage de témoin » dans le fait que Le Distrait, première réalisation de Pierre Richard, soit sorti quelques semaines après Trafic, dernier film de Tati. Pierre Richard ravive le burlesque français à une époque où ses représentants — Jacques Tati, Pierre Étaix ou encore Robert Dhéry — ont moins de succès, supplantés par le comédie de dialogue à la Michel Audiard.
Jérémie Imbert, biographe de Pierre Richard, le considère comme incarnant « la synthèse improbable du muet et du parlant, héritier de Buster Keaton pour la gestuelle et l'expression du corps, et de Groucho Marx pour les jeux de mots et le burlesque verbal ». Pour respecter son jeu très physique, Pierre Richard n'est pas doublé dans les cascades, expliquant : « J’avais remarqué une chose : un cascadeur tombe comme un cascadeur. Or si je joue un banquier, je dois tomber comme un banquier, c’est-à-dire un type qui ne sait pas tomber. Quand c’était délicat, des cascadeurs me montraient comment m’y prendre pour ne pas me blesser. Mais après, je le faisais à ma manière ».

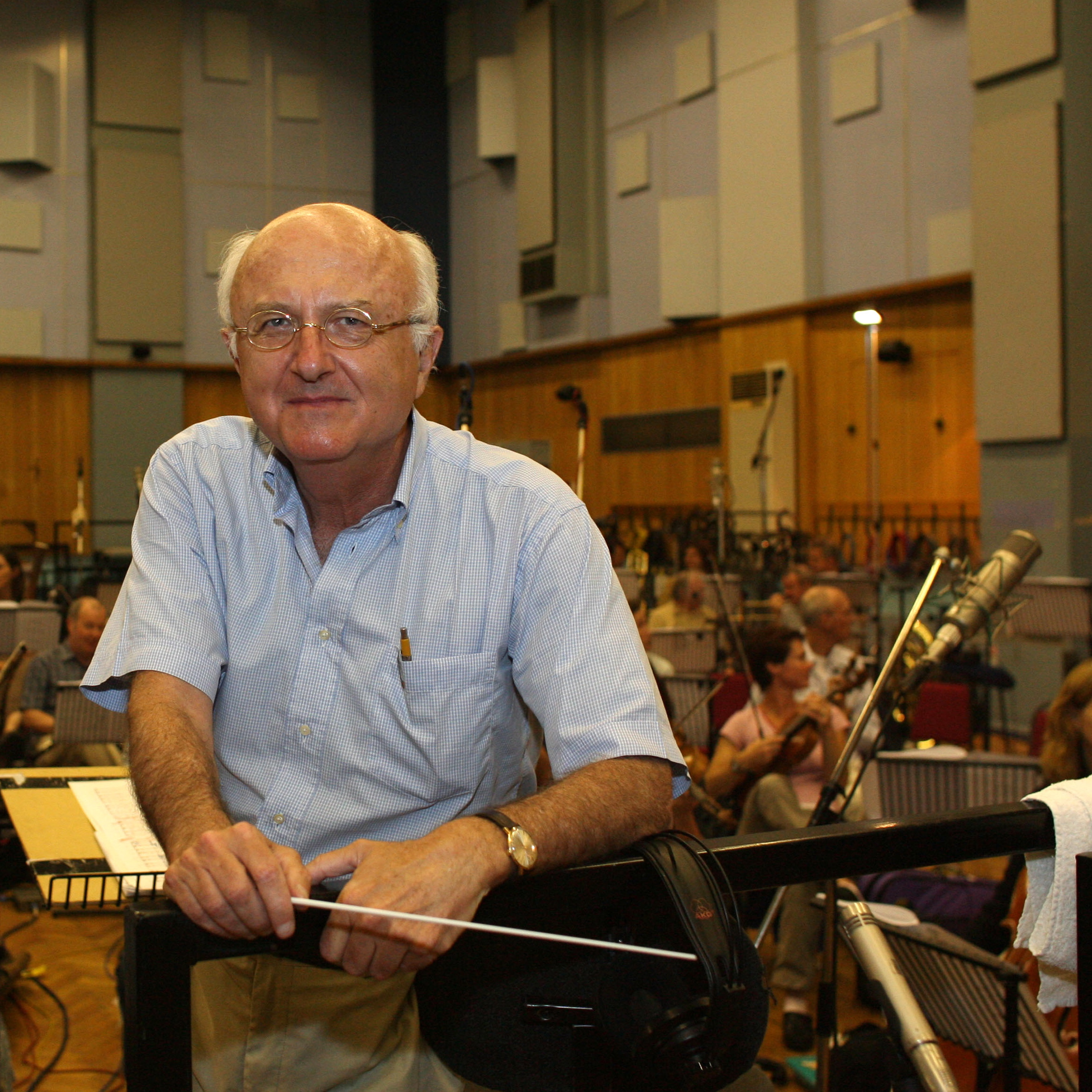
Vladimir Cosma, ici en 2007, est le compositeur incontournable des films de Pierre Richard, dès Le Distrait.

Le compositeur Vladimir Cosma, indissociable des aventures de Pierre Richard, le met en musique dans Alexandre le Bienheureux (1968), Le Distrait (1970), Les Malheurs d'Alfred (1971), Le Grand Blond avec une chaussure noire (1972), La moutarde me monte au nez (1974), Le Retour du Grand Blond (1974), La Course à l'échalote (1975), Le Jouet (1976), Je suis timide mais je me soigne (1978), C'est pas moi, c'est lui (1979), Le Coup du parapluie (1980), La Chèvre (1981), Les Compères (1983), Le Jumeau (1984), Les Fugitifs (1986) et Un profil pour deux (2017). Il considère que chaque acteur a une couleur musicale : « Pour moi, Louis de Funès c'est une couleur rythmique binaire. Alors que le ternaire permet des musiques jazzy et swing à trois temps, à la Gene Kelly, la musique binaire, très pop ou rock, offre une rythmique plus musclée. Pour Pierre Richard, personnage lunaire de comédie musicale, j’ai plutôt écrit des musiques ternaires ».

### Thèmes récurrents
Grâce au pur burlesque, Pierre Richard revendique « remplir un autre rôle de la comédie : pointer du doigt quantité de tares ». Ses films intègrent l'ambiance libertaire de l'après-mai 68 et dénoncent divers aspects de l'époque, une veine exploitée par d'autres films comiques de la décennie. L'acteur estime que chaque histoire, à côté de la comédie, « servait aussi la critique d’un système qui nous pressure ». Il s'attache, dans ses réalisations, à insuffler un aspect « dénonciateur » dans son comique « burlesque » et « poétique ». Les actions de son personnage tournent davantage en dérision l'absurdité du monde qui l'entoure que le héros lui-même. Ainsi, Le Distrait évoque le cynisme du monde de la publicité et la société de consommation, Les Malheurs d'Alfred dénonce l'abrutissement par les jeux télévisés et Je sais rien, mais je dirai tout fustige l'industrie de l'armement,,. Dans ce dernier exemple, Bernard Blier, en père du héros, incarne la figure de l'homme d’affaires pompidolien, Pierre Richard expliquant que « Blier, à l’écran, était le symbole-même de cette grande bourgeoisie formatée, féroce et sans état d’âme. Il représentait le capitalisme que mon personnage burlesque venait dynamiter ». L'acteur-réalisateur regrette que les critiques de l'époque ne relevaient jamais ce sous-texte politique et subversif. Reflétant l'essor du cinéma porno dans les années 1970, On aura tout vu (1976) traite de la compromission de l'artiste par le besoin de gagner sa vie,. Le Jouet est une parabole sur la marchandisation de l'homme, l'argent capable de tout acheter. Pierre Richard le définit comme « un film de gauche qui dénonce la lâcheté des journalistes, l'oppression d'un puissant homme de presse, inspiré de Marcel Dassault… Or Veber est tout sauf un homme de gauche ».

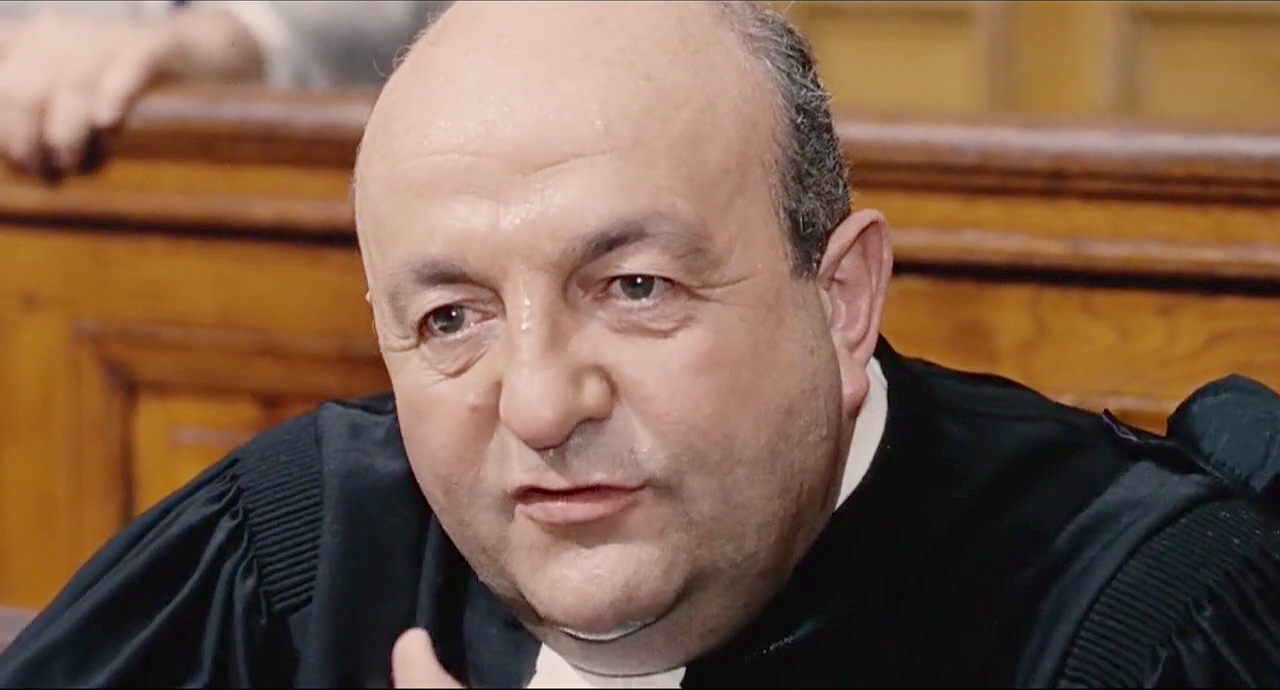
Bernard Blier incarne à plusieurs reprises la figure d'autorité monolithique face à Pierre Richard.

De plus, la difficulté des relations avec sa famille, en particulier son père, transparaît dans certaines histoires,. Le patron incarné par Bernard Blier dans Le Distrait est comme un père à qui le personnage de Pierre Richard tente de plaire. Il a d'ailleurs choisi Blier pour leur parfaite opposition : « c'est comme pile et face. Il a la nuque carrée, moi j'ai une nuque fine. Il a aucun cheveu, moi… Il a l'œil glacé, moi l'œil plutôt souriant ». L'homme de télévision joué par Pierre Mondy dans Les Malheurs d'Alfred est aussi une figure paternelle, ou paternaliste, que le héros veut détruire. Les générations s'affrontent dans Je sais rien, mais je dirai tout entre le père marchand d'armes et le fils soixante-huitard, à l'image de la famille des industriels Defays opposée à ce que Pierre Richard devienne saltimbanque,. Surtout, Le Jouet montre un garçon grandissant dans le luxe que le père délaisse pour ses affaires, comblant son absence par une surenchère de biens matériels,. Le manque de communication entre un père et son fils est au cœur du film. L'acteur explique : « le petit Rambal-Cochet du film, son père lui offre tout ce qu’il veut mais lui choisit comme jouet un pauvre journaliste auquel il va s'attacher. Ce manque d'affection paternelle, je l'ai aussi ressenti. Mon père ne savait que m’emmener à la chasse ». Veber avait aussi connu une enfance gâtée avec un père absent, mais tous deux n'ont jamais abordé ce point à l'époque.

### L'acteur vu par lui-même
Tentant de répondre sur la rareté du genre burlesque en France, Pierre Richard déclare : « C'est un cinéma visuel extrêmement lié à celui qui le crée à l’écran. En France, il y a eu Jacques Tati et… moi ! » En outre, il considère que son burlesque a surtout été vu comme simplement « charmant et poétique », sans que le côté « dénonciateur » soit jamais remarqué. Il note que, par la suite, pris dans ce qu'il appelle « la spirale du succès », il tourne davantage pour d'autres réalisateurs que lui-même et que s'amenuisent les aspects contestataires de ses premiers films. Il reconnaît a posteriori s'être « un peu perdu » dans des comédies plus commerciales. S'il déclare assumer sa carrière, il juge plutôt ratés certains des films qu'il a lui-même réalisés, comme C'est pas moi, c'est lui et Droit dans le mur. Il qualifie de « films maudits » ses films atypiques qui n'ont pas connu le succès, citant entre autres Un nuage entre les dents (1974), Les Naufragés de l'île de la Tortue (1976) ou encore En attendant le déluge (2005), trois œuvres qu'il déclare adorer.
Puisqu'il façonne son personnage d'après son véritable caractère, Pierre Richard n'est jamais sûr de ses talents d'acteur : « Être comédien, c'est quoi ? Donner vie à des personnages que vous n'êtes pas, avec le plus de réalisme possible, de vérité surtout. Et paradoxalement, c'est toujours moi qu'on retrouve derrière ces personnages et non le contraire. C'est peut-être pourquoi j'ai toujours douté d'être un comédien. C'était toujours moi, confronté à des situations comiques : distrait, inadapté, malchanceux, timide,. »

## Popularité et reconnaissance

### Rayonnement international

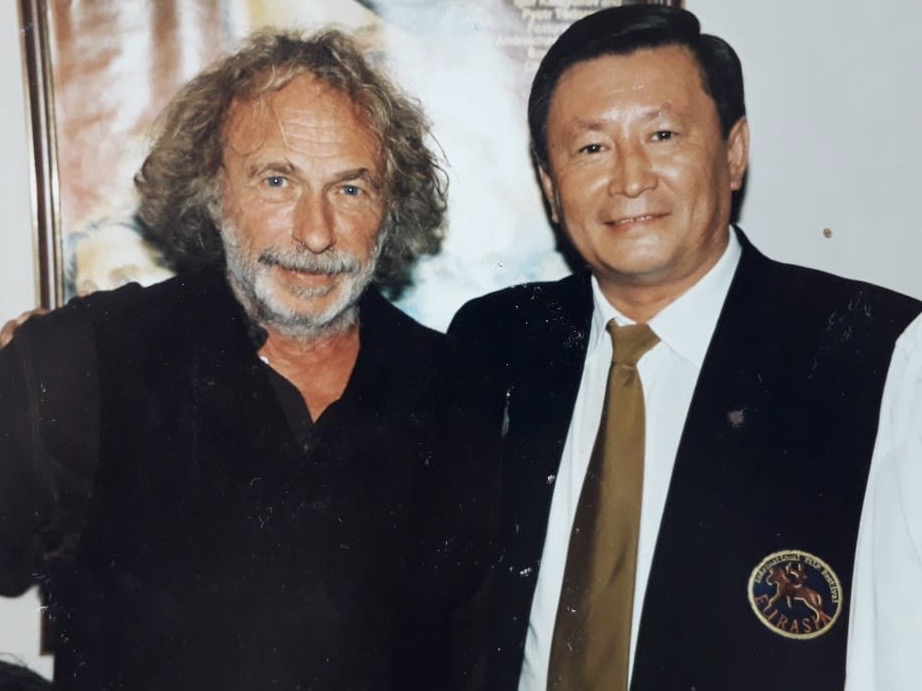
Pierre Richard en 1998 lors du Festival international du film d'Eurasie au Kazakhstan, en compagnie du cinéaste et député.

Les films de Pierre Richard connaissent une exploitation internationale, notamment dans toute l'Europe et en Amérique latine. Il obtient par exemple de bons résultats commerciaux en Espagne et en Allemagne. Dans ce dernier pays, Le Grand Blond avec une chaussure noire est un tel succès que ses films ultérieurs sortent avec un titre commençant par « Der große Blonde ». Il découvre également sa popularité à Cuba lors de son documentaire sur Che Guevera à la fin des années 1980. À partir des années 1990, des cinéastes étrangers le sollicitent pour des co-productions internationales. Cette notoriété lui permet aussi de vendre son vin à travers le monde,,.

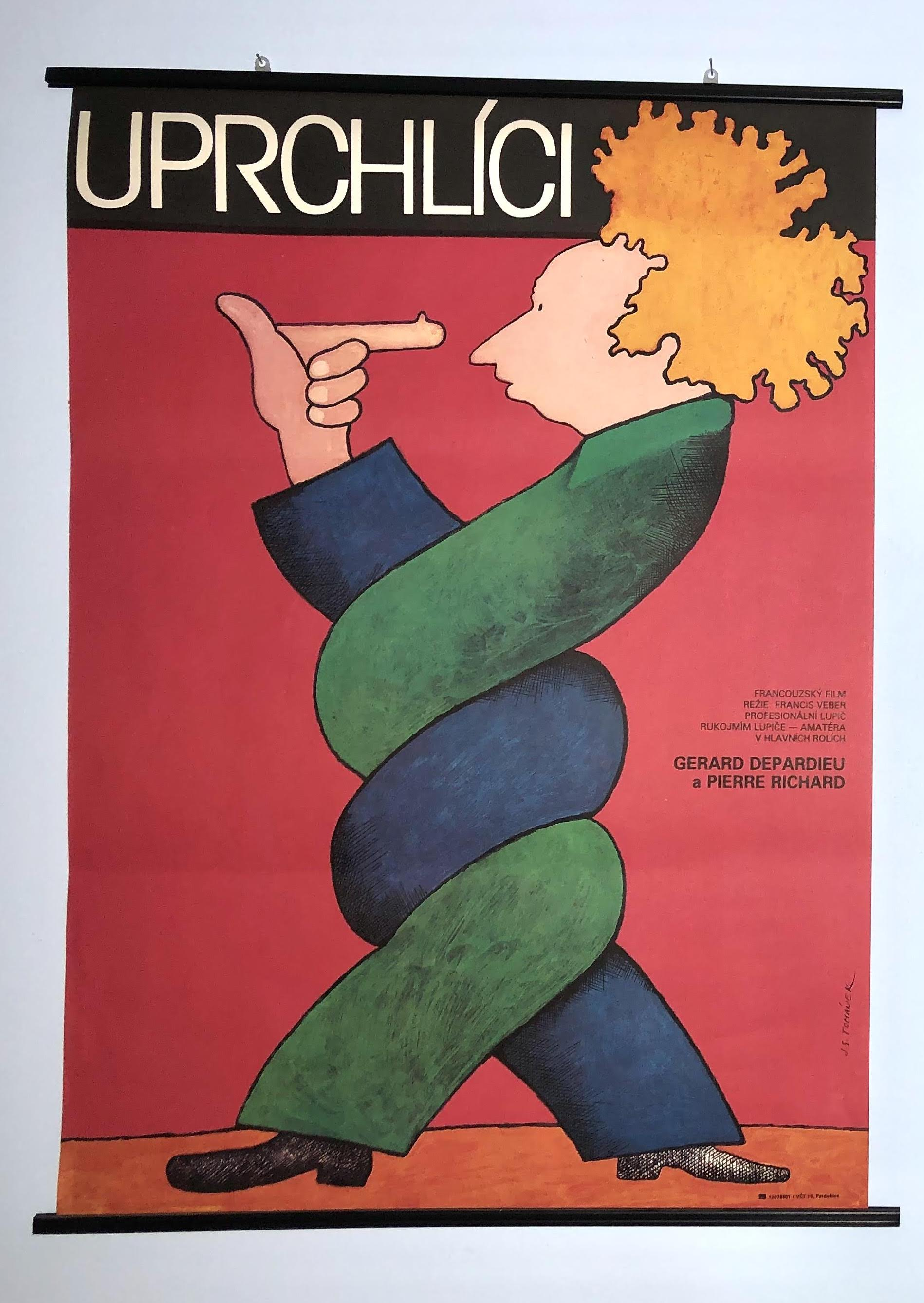
L'affiche des Fugitifs en Tchécoslovaquie, 1989.

L'acteur jouit d'une grande popularité dans l'Union soviétique et ses pays satellites d'Europe de l'Est,. Ses films connaissent un grand succès dans ces pays où la diffusion du cinéma étranger est limitée et les films américains proscrits. Le public soviétique est friand de ses comédies gaies à l'humour simple. Le pouvoir ne s'inquiète pas de ces films qui n'ont rien de subversif. Ainsi, au box-office de l'URSS, Le Grand Blond avec une chaussure noire comptabilise 28,9 millions d'entrées, Le Retour du Grand Blond 27,5 millions, La moutarde me monte au nez 26 millions, La Course à l'échalote 28,9 millions, Le Jouet 25,3 millions,, La Carapate 23,2 millions, Le Coup du parapluie 28,4 millions, Les Compères 19 millions, Les Fugitifs 22,9 millions et La Chèvre 31,4 millions,. Avec Les Compères, Les Fugitifs et La Chèvre, Richard introduit Gérard Depardieu auprès du public russe, en faisant de lui à son tour une célébrité là-bas. Pierre Richard ne découvre cette énorme notoriété dans ce coin du monde qu'à la chute de l'URSS. Il tourne plusieurs films à l'Est, le plus important étant Les Mille et Une Recettes du cuisinier amoureux (1997) en Géorgie,. Il reçoit encore dans les années 2010 un accueil triomphal lorsqu'il se rend dans des festivals en Europe de l'Est. Il déclare : « Là-bas, c'est de l'idolâtrie, les gens pleurent en me reconnaissant dans la rue ! Et vingt ans après la chute du Mur, on continue de m'identifier à une sorte d'archétype du Français moyen qui pourtant n'existe pas ! ».
Plusieurs de ses films font l'objet d'un remake aux États-Unis : Le Joujou (1982) d'après Le Jouet, L'Homme à la chaussure rouge (1985) d'après Le Grand Blond avec une chaussure noire, Les Trois Fugitifs (1989) d'après Les Fugitifs, Danger Public (1991) d'après La Chèvre, Two Much (1995) d'après Le Jumeau et Drôles de pères (1997) d'après Les Compères.

### Opinions et engagements politiques
Interrogé à l'approche de l'élection présidentielle française de 2017, Pierre Richard se définit comme un « socialiste romantique », sans indiquer son vote précis. En 1995, il se déclarait incertain sur la position à adopter : « Comme tout le monde, j'ai des opinions politiques et sociales, artistiques, bien sûr. Des acteurs disent souvent : « J'appartiens à tous les publics, je n’ai pas le droit de… » C’est vrai que parfois l'engagement politique de certains m'agace, parce que je crois qu'on n'a pas à profiter de sa célébrité pour influencer des gens. Montand m'agaçait parfois, ou Bedos : « Voilà ce qui est bien, voilà ce qui est mal. » Ils en savent plus que les autres parce qu’ils ont une notoriété ? En même temps, je me demande aussi pourquoi, sous prétexte de devoir plaire à tout le monde, un artiste devrait fermer sa gueule ». En 2017, il fustige le manque d'éthique d'hommes politiques inquiétés par la justice comme Patrick Balkany ou Nicolas Sarkozy.
À l'inverse, Pierre Richard volontiers prête sa notoriété à des causes écologiques et sociales,. En 1989, il est l'un des parrains de la création du magazine Reporterre. Depuis 2007, il est le parrain de l'Association de Solidarité Franco-Nigérienne (ASSOFRANI) dont le but est de réaliser des puits au Niger. En France, il soutient en 2012 la création d'une gare TGV à Narbonne — région de son vignoble — dans le cadre du projet de ligne Montpellier-Perpignan, notamment en participant à une campagne publicitaire diffusée nationalement. En septembre 2015, il manifeste aux côtés de l'association Droit au logement, qui occupe alors depuis deux mois nuit et jour la place de la République à Paris. Étant connu en Ukraine et en Russie, il envoie après l'invasion russe en février 2022 un message vidéo de soutien aux Ukrainiens et de paix entre les deux peuples, ensuite diffusé par le gouvernement ukrainien,. À partir de 2020, il est « ambassadeur » de l'association de protection de l'enfance Les Papillons créée en 2018 par Laurent Boyet, réalisant pour elle des vidéos, en particulier durant la pandémie de Covid-19 ; l'association lui retire son titre d'ambassadeur en décembre 2023 quand il signe une tribune de soutien à Gérard Depardieu dans le cadre des accusations visant l'acteur,. Après plusieurs autres personnalités, Pierre Richard exprime  à son tour ses regrets d'avoir signé la tribune et présente publiquement ses excuses. Le 2 janvier, le président de l'association de protection de l'enfance Les papillons déclare être prêt à « engager le dialogue avec lui» et envisager de continuer leur collaboration. En juillet 2024, il se mobilise contre l'arrestation du militant écologiste Paul Watson, fondateur de Sea Shepherd.
Il s'engage aussi en particulier dans la protection des peuples autochtones d'Amérique du Sud,,. Il critique par exemple en 2017 l'aberration des importations françaises contribuant à la déforestation du bassin amazonien : « on plante du soja OGM vendu ensuite en France pour nourrir nos animaux. On nous dit de manger français, mais nos vaches mangent brésilien. » Depuis 2000, il est le président d'honneur de l'association Tchendukua Ici et Ailleurs d'Éric Julien, qui soutient les Indiens kogi de Colombie, les « gardiens de la Terre », vivant dans les montagnes de la Sierra Nevada de Santa Marta,. En 2011, il soutient officiellement le chef Raoni dans sa lutte contre le barrage de Belo Monte et continue depuis à accompagner l'association Planète Amazone auprès de laquelle il a contribué à la création de l'Alliance des Gardiens de Mère Nature, mouvement regroupant des représentants indigènes du monde entier et leurs alliés,. Son appel pour financer cette première assemblée des peuples autochtones est vu plus de deux millions et demi de fois sur YouTube. Il loge Raoni dans son appartement parisien lors de la COP 21 en 2015,.

### Distinctions

#### Décorations
- Officier de la Légion d'honneur (décret du 13 juillet 2016), chevalier du 30 juillet 1991[175]
- Officier de l'ordre national du Mérite (décret du 10 novembre 1998[176])

#### Récompenses
- Festival de Karlovy Vary 1996 : Meilleur acteur pour Les Mille et Une Recettes du cuisinier amoureux
- Festival Juste pour rire de Montréal 2004 : Prix Hommage
- Césars 2006 : César d'honneur
- Magritte d'honneur 2015 (Belgique)
- Molières 2020 : Molière seul(e) en scène pour Monsieur X

## Théâtre
- 1957 : Les Grenadiers de la Reine de Jean Cosmos, mise en scène Guy Rétoré
- 1958 : Peer Gynt de Henrik Ibsen, mise en scène André Reybaz
- 1962 : Dans la jungle des villes de Bertolt Brecht, mise en scène Antoine Bourseiller, théâtre des Champs-Élysées
- 1963 : Six Hommes en question de Frédéric Dard et Robert Hossein, mise en scène Robert Hossein, théâtre Antoine
- 1966 : Strip-tease et En pleine mer de Sławomir Mrożek, mise en scène Antoine Bourseiller, Poche-Montparnasse
- 1966 : Les Caisses, qu'est-ce ? de Jean Bouchaud, Maison de la culture de Caen
- 1967 : Les Caisses, qu'est-ce ? de Jean Bouchaud, théâtre La Bruyère
- 1967 : Un parfum de fleurs de James Saunders, mise en scène Georges Vitaly, théâtre La Bruyère
- 1985 : Dieu, Shakespeare et moi de Woody Allen, mise en scène Jean-Louis Terrangle, théâtre de la Porte-Saint-Martin
- 1994 : On purge bébé et Feu la mère de Madame de Georges Feydeau, mise en scène Bernard Murat, théâtre Édouard-VII
- 1996 : Meurtre à Valparaiso de Oscar Castro, mise en scène de l'auteur, Espace Aleph
- 1998 : Peep-show dans les Alpes de Markus Köbeli, mise en scène Jean-Vincent Lombard, tournée
- 2001 : Un homme à la mer de Ghigo de Chiara, mise en scène Stéphan Meldegg, théâtre La Bruyère
- 2003-2004 : Détournement de mémoire de Pierre Richard et Christophe Duthuron, mise en scène Christophe Duthuron, théâtre du Rond-Point
- 2007-2008 : Pierre et Fils de Pierre Palmade et Christophe Duthuron, mise en scène Christophe Duthuron, théâtre des Variétés et tournée
- 2009-2012 : Franchise postale de Pierre Richard et Christophe Duthuron, mise en scène Christophe Duthuron, La Pépinière-Théâtre et tournée
- 2012-2015 : Pierre Richard III de Pierre Richard et Christophe Duthuron, mise en scène Christophe Duthuron, Bobino, théâtre du Rond-Point, Festival d'Avignon 2013 et tournée
- 2013 : La Maison d'Os de Roland Dubillard, mise en scène Anne-Laure Liégeois, théâtre du Rond-Point, théâtre des Célestins, Théâtre de l'Ouest parisien et tournée
- 2017-2019 : Petit Éloge de la nuit d'après Ingrid Astier, adaptation et mise en scène Gérald Garutti, théâtre du Rond-Point et tournée (dont théâtre des Célestins), puis La Scala (Paris)
- 2019-2020 : Monsieur X, spectacle de Mathilda May, théâtre de l'Atelier
- 2024 : Je suis là mais je ne suis pas là !, spectacle de Pierre Richard et Christophe Duthuron, tournée

## Filmographie
Sauf indication contraire, les informations mentionnées dans cette section peuvent être confirmées par les bases de données cinématographiques IMDb et Allociné,  présentes dans la section « Liens externes ».

### En tant qu'acteur

#### Cinéma

##### Années 1950 et 1960
- 1958 : Montparnasse 19 de Jacques Becker : un étudiant peintre (non crédité)
- 1966 : Une starlette au haras (court métrage) de Bernard Guillou
- 1967 : Un idiot à Paris de Serge Korber : un agent de police
- 1967 : Roméos et Jupettes (court métrage) de Jacques Rozier[177]
- 1968 : Alexandre le Bienheureux d'Yves Robert : Colibert
- 1968 : La Prisonnière d'Henri-Georges Clouzot : un artiste qui expose (non crédité)
- 1969 : Trois Hommes sur un cheval de Marcel Moussy : le peintre
- 1969 : La Coqueluche de Christian-Paul Arrighi : Pierre

##### Années 1970
- 1970 : Le Distrait de lui-même : Pierre Malaquet
- 1972 : Les Malheurs d'Alfred de lui-même : Alfred Dhumonttyé
- 1972 : Le Grand Blond avec une chaussure noire d'Yves Robert : François Perrin
- 1973 : La Raison du plus fou de Raymond Devos et François Reichenbach : l'élève motard
- 1973 : Je sais rien, mais je dirai tout de lui-même : Pierre Gastié-Leroy
- 1974 : Juliette et Juliette de Remo Forlani : Bob Rozenec
- 1974 : Un nuage entre les dents de Marco Pico : Prévot
- 1974 : La moutarde me monte au nez de Claude Zidi : Pierre Durois
- 1974 : Le Retour du Grand Blond d'Yves Robert : François Perrin
- 1975 : Trop c'est trop de Didier Kaminka : Henri
- 1975 : La Course à l'échalote de Claude Zidi : Pierre Vidal
- 1976 : On aura tout vu de Georges Lautner : François Perrin
- 1976 : Les Naufragés de l'île de la Tortue de Jacques Rozier : Jean-Arthur Bonaventure
- 1976 : Le Jouet de Francis Veber : François Perrin
- 1978 : Je suis timide mais je me soigne de lui-même : Pierre Renaud
- 1978 : La Carapate de Gérard Oury : Jean-Philippe Duroc

##### Années 1980
- 1980 : C'est pas moi, c'est lui de lui-même : Pierre Renaud
- 1980 : Le Coup du parapluie de Gérard Oury : Grégoire Lecomte
- 1981 : La Chèvre de Francis Veber : François Perrin
- 1983 : Un chien dans un jeu de quilles de Bernard Guillou : Pierre Cohen
- 1983 : Les Compères de Francis Veber : François Pignon
- 1984 : Le Jumeau d'Yves Robert : Matthias et Mathieu Duval
- 1985 : Les Rois du gag de Claude Zidi : lui-même
- 1985 : Tranches de vie de François Leterrier : le pilote de l'avion (non crédité)
- 1985 : Dialogue de sourds (court métrage) de Bernard Nauer : le paraplégique
- 1986 : Les Fugitifs de Francis Veber : François Pignon
- 1987 : Parlez-moi du Che (moyen-métrage documentaire) de lui-même et Jean Cormier : lui-même
- 1988 : Mangeclous de Moshé Mizrahi : Mangeclous
- 1988 : À gauche en sortant de l'ascenseur d'Édouard Molinaro : Yann Ducoudray

##### Années 1990
- 1990 : Promotion canapé de Didier Kaminka : l'informateur
- 1990 : Bienvenue à bord ! de Jean-Louis Leconte : l'auto-stoppeur
- 1991 : On peut toujours rêver de lui-même : Charles de Boisleve dit « L'Empereur »
- 1992 : Vieille Canaille de Gérard Jourd'hui : Charlie
- 1993 : La Cavale des fous de Marco Pico : Bertrand Daumale
- 1994 : La Partie d'échecs d'Yves Hanchar : Ambroise, le pasteur
- 1995 : L'Amour conjugal de Benoît Barbier : Squirrat
- 1997 : Les Mille et Une Recettes du cuisinier amoureux (შეყვარებული კულინარის 1001 რეცეპტი, Shekvarebuli kulinaris ataserti retsepti) de Nana Djordjadze : Pascal Ichak[178],[179]
- 1997 : Droit dans le mur de lui-même : Romain

##### Années 2000
- 2000 : L'Été de mes 27 baisers (27 დაკარგული კოცნა, Otsdashvidi dakarguli kotsna) de Nana Djordjadze : le capitaine qui a perdu la mer
- 2003 : Mariées mais pas trop de Catherine Corsini : Maurice Donnay
- 2003 : Les Clefs de bagnole de Laurent Baffie : lui-même
- 2005 : En attendant le déluge de Damien Odoul : Jean-René
- 2005 : Dérives (court métrage) de Bill Barluet
- 2005 : Le Cactus de Gérard Bitton et Michel Munz : Christian
- 2006 : Essaye-moi de Pierre-François Martin-Laval : le père d'Yves-Marie
- 2006 : Le Serpent d'Éric Barbier : Cendras
- 2007 : Faits divers (court métrage) de Bill Barluet
- 2008 : Faubourg 36 de Christophe Barratier : Max dit « Monsieur TSF »
- 2009 : King Guillaume de Pierre-François Martin-Laval : William-Fernand
- 2009 : Victor de Thomas Gilou : Victor Corbin
- 2009 : Cinéman de Yann Moix : lui-même
- 2009 : Le Bonheur de Pierre de Robert Ménard : Pierre Martin

##### Années 2010
- 2011 : Et si on vivait tous ensemble ? de Stéphane Robelin : Albert
- 2012 : Mes héros d'Éric Besnard : Jean
- 2013 : Le Vendeur de jouets (Продавец игрушек, Prodavets igrushek[180]) de Youri Vassiliev (ru)
- 2013 : Les Âmes de papier de Vincent Lannoo : Victor
- 2015 : Agafia (court métrage) de Jean-Pierre Mocky[181]
- 2016 : Fui Banquero de Patrick et Émilie Grandperret : le père d'Olivier
- 2016 : Paris pieds nus d'Abel et Gordon : Norman
- 2017 : Un profil pour deux de Stéphane Robelin : Pierre Stein
- 2017 : Le Petit Spirou de Nicolas Bary : Pépé
- 2017 : Além do homem de Willy Biondani (pt) : Marcel Lefavre
- 2018 : La Ch'tite Famille de Dany Boon : Joseph, le père de Valentin
- 2018 : Mme Mills, une voisine si parfaite de Sophie Marceau : Mme Mills
- 2018 : Les Vieux Fourneaux de Christophe Duthuron : Pierrot
- 2019 : À cause des filles..? de Pascal Thomas : Orphée
- 2019 : La Patte de lapin (Кроличья лапа, Krolichya lapa[90]) de Nana Djordjadze : Charles

##### Années 2020
- 2020 : Brutus vs César de Kheiron : Alorix
- 2021 : L'angelo dei muri de Lorenzo Bianchini (it)[182] : Pietro
- 2022 : Je t'aime, filme-moi ! d'Alexandre Messina : lui-même (caméo)
- 2022 : Les Vieux Fourneaux 2 : Bons pour l'asile de Christophe Duthuron : Pierrot
- 2022 : Vánoční příběh d'Irena Pavlásková : l'ancien amour de Věry Skálové
- 2022 : Umami de Slony Sow : Rufus
- 2023 : La Plus Belle pour aller danser de Victoria Bedos : Albert
- 2023 : Astérix et Obélix : L'Empire du Milieu de Guillaume Canet : Panoramix
- 2023 : Jeanne du Barry de Maïwenn : maréchal-duc de Richelieu
- 2023 : Dvě slova jako klíč de Dan Svátek (cs)
- 2024 : Fêlés de Christophe Duthuron : Pierre
- 2024 : La Vallée des fous de Xavier Beauvois : le père de Jean-Paul
- 2025 : L'Homme qui a vu l'ours qui a vu l'homme de lui-même
- 2026 : Josephe d'Anais Aidoud

#### Télévision

##### Téléfilms
- 1962 : Les Trois Henry d'Abder Isker : Loignac
- 1963 : Le Théâtre de la jeunesse, épisode Jean Valjean d'après Les Misérables de Victor Hugo, réalisé par Alain Boudet : Prouvaire
- 1970 : Perrault 70, téléfilm musical de Jacques Saymin
- 2000 : Sans famille de Jean-Daniel Verhaeghe : Vitalis / Vitalo Pedrotti
- 2003 : Robinson Crusoé de Thierry Chabert : Robinson Crusoé
- 2010 : Le Grand Restaurant, divertissement de Gérard Pullicino
- 2012 : Les Quatre Saisons d'Antoine, divertissement d'après Vivaldi

##### Séries télévisées
- 1958 : La Belle Équipe, saison 1, épisode Le Saloon d'Ange Casta (sous le nom de Pierre-Richard Defays)
- 1967 : Malican père et fils, saison 1, épisode Coup de foudre de Yannick Andréi : le photographe
- 1967 : Quand la liberté venait du ciel de Jacques-Gérard Cornu, Jean Goumain, saison 1, épisodes Les Miliciens de Marcel Moussy et Les Chemins de la liberté d'Eddy Matalon : le premier chef de groupe / le premier milicien
- 1969 : Agence Intérim, saison 1, épisode Banque de Marcel Moussy : le chef de banque
- 2007 : Palizzi
- 2007 : Parizhane de Stas Egerev et Sergey Polyanskiy : Mikhail Kuvaldin (1 épisode)
- 2011 : Platane d'Éric Judor et Denis Imbert, saison 1, épisode La Fois où il a voulu faire un film sérieux : lui-même

#### Doublage
- 2001 : Les Voyages extraordinaires de Jules Verne (mini-série), épisode Voyage au centre de la terre de Zoltán Szilágyi Varga (en) : le professeur Lindenbrock (création de voix)
- 2007 : Les Rois de la glisse (Surf's Up) : Big Z (version française)
- 2008 : Mia et le Migou de Jacques-Rémy Girerd : Pedro, le père de Mia (création de voix)
- 2009 : Kérity, la maison des contes de Dominique Monféry : Adrien (création de voix)
- 2013 : La Sorcière dans les airs (Room on the Broom) (court métrage) : le narrateur (version française)
- 2015 : Gus, petit oiseau, grand voyage de Christian De Vita : Darius (création de voix)
- 2022 : Les Démons d'argile (eu) (My Grandfather's Demon) de Nuno Beato : Marcelino (version française)
- 2023 : Pattie et la Colère de Poséidon de David Alaux : Zeus (création de voix)

#### Clips
- 1990 : Marie-Jeanne de Michel Sardou
- 2012 : The End of the World de Hugh Coltman
- 2015 : J'la connais du groupe Diplomic'

### En tant que réalisateur
- 1970 : Le Distrait
- 1972 : Les Malheurs d'Alfred
- 1973 : Je sais rien, mais je dirai tout
- 1978 : Je suis timide mais je me soigne
- 1980 : C'est pas moi, c'est lui
- 1987 : Parlez-moi du Che (moyen-métrage documentaire) - coréalisé avec Jean Cormier
- 1991 : On peut toujours rêver
- 1997 : Droit dans le mur
- 2025 : L'Homme qui a vu l'ours qui a vu l'homme[183]

### En tant que scénariste
- 1966 : Une starlette au haras (court métrage) de Bernard Guillou
- 1970 : Le Distrait de lui-même
- 1972 : Les Malheurs d'Alfred de lui-même
- 1973 : Je sais rien, mais je dirai tout
- 1974 : La moutarde me monte au nez de Claude Zidi
- 1978 : Je suis timide mais je me soigne de lui-même
- 1980 : C'est pas moi, c'est lui de lui-même
- 1987 : Parlez-moi du Che (moyen-métrage documentaire) de lui-même et Jean Cormier
- 1991 : On peut toujours rêver de lui-même
- 1993 : La Cavale des fous de Marco Pico
- 1997 : Droit dans le mur de lui-même
- 2009 : Le Bonheur de Pierre de Robert Ménard

### En tant que producteur
Avec sa société de production Fideline Films.
- 1976 : Le Jouet de Francis Veber
- 1976 : Le Plein de super d'Alain Cavalier
- 1978 : Je suis timide mais je me soigne de lui-même
- 1980 : C'est pas moi, c'est lui de lui-même
- 1980 : Une nuit rêvée pour un poisson banal de Bernard Guillou
- 1981 : La Chèvre de Francis Veber
- 1983 : Les Compères de Francis Veber
- 1983 : La vie est un roman d'Alain Resnais
- 1983 : Un chien dans un jeu de quilles de Bernard Guillou
- 1984 : Le Jumeau d'Yves Robert
- 1986 : Les Fugitifs de Francis Veber
- 1987 : Parlez-moi du Che de lui-même
- 1988 : À gauche en sortant de l'ascenseur d'Édouard Molinaro
- 1991 : On peut toujours rêver de lui-même
- 1992 : À la vitesse d'un cheval au galop de Fabien Onteniente
- 1993 : La Cavale des fous de Marco Pico
- 1997 : Droit dans le mur de lui-même

## Discographie

### Albums studio
- 1985 : Pierre Richard
- 2020 : Nuit à jour

### Singles
- 1971 : Les Malheurs d'Alfred
- 1983 : Madame Sardine
- 1985 : Bogart et moi
- 1985 : Le Câblé accablé
- 1985 : Le Répondeur automatique
- 1992 : Le Gorille (reprise de la chanson de Georges Brassens)
- 2007 : La Voix du Prophète (le Prophète de Khalil Gibran)
- 2009 : Tête en l'air (participation à une chanson des ZiM's [anciennement Les Z'Imbert et Moreau]
- 2012 : Quand on s'ra grands (participation à une chanson des ZiM's [anciennement « Imbert et Moreau »]
- 2018 : Que j'te ker (reprise de la chanson Que je t'aime de Johnny Hallyday) - La Ch'tite Famille

## Publications
- Le Kangourou qui n'avait pas de poche (ill. Marino Degano), Paris, éditions Nathan, 1988
- Le Petit Blond dans un grand parc, Paris, éditions Olivier Orban, avril 1989
- Comme un poisson sans eau, détournement de mémoire (en collaboration avec Christophe Duthuron), Paris, Le Cherche midi, octobre 2003
- Le Petit Blond avec un mouton blanc (avec Gwendal Le Bec), Paris, Gallimard Jeunesse, coll. « Giboulées », 2010, 75 p. (ISBN 978-2-07-062104-0)
- Franchise postale : autoportrait par correspondance (avec Christophe Duthuron), Paris, Le Cherche midi, coll. « Giboulées », 2010, 258 p. (ISBN 978-2-74-910812-4)
- Avec Jérémie Imbert (préf. Gérard Depardieu, autobiographie), Je sais rien mais je dirai tout, Paris, Flammarion, 2015
- Souvenirs d'un distrait (en collaboration avec Christophe Duthuron), Paris, Le Cherche midi, 2023

## Personnages récurrents
Pierre Richard a incarné parmi ses plus grands rôles au cinéma, différents personnages portant un même nom mais sans le moindre rapport. Deux d'entre eux ont été imaginés par Francis Veber :
- François Perrin[n 6] dans :
  - Le Grand Blond avec une chaussure noire et Le Retour du Grand Blond, un violoniste utilisé comme « piège à con » et pris pour un agent secret ;
  - On aura tout vu, un photographe qui écrit un scénario et le vend à un producteur de pornographie (Jean-Pierre Marielle) ;
  - Le Jouet, un journaliste acheté tel un jouet dans un grand magasin par le fils d'un puissant homme d'affaires (Michel Bouquet) ;
  - La Chèvre, un comptable incroyablement malchanceux envoyé au Mexique assisté d'un détective privé (Gérard Depardieu) ;
- François Pignon[n 7] dans :
  - Les Compères, un instituteur dépressif au chômage, chargé de mener une enquête en compagnie d'un journaliste macho (Gérard Depardieu) ;
  - Les Fugitifs, un cadre au chômage depuis trois ans, père d'une petite fille de cinq ans, ratant un hold-up et contraint à la cavale en compagnie d'un ancien cambrioleur (Gérard Depardieu).

Pierre Richard a lui-même créé le personnage de Pierre Renaud qu'il joue dans :
- Je suis timide mais je me soigne, un caissier d'hôtel souffrant d'une timidité maladive et tentant de séduire une riche cliente avec l'aide d'un agent matrimonial (Aldo Maccione) ;
- C'est pas moi, c'est lui, un nègre littéraire écrivant pour un même auteur et saisissant sa chance en travaillant avec un célèbre producteur (Aldo Maccione).